# Myanmar
Myanmar, Vollform Republik der Union Myanmar (birmanisch ပြည်ထောင်စု သမ္မတ မြန်မာနိုင်ငံတော်, Pyidaunzu Thanmăda Myăma Nainngandaw, [pjìdàʊɴzṵ θàɴməda̰ mjəmà nàɪɴŋàɴdɔ]), auch Burma oder Birma, ist ein Staat in Südostasien, der an Thailand, Laos, die Volksrepublik China, den Nordosten Indiens, Bangladesch und den Golf von Bengalen grenzt.
Seit 1948 gehört das Land nicht mehr zum Kaiserreich Britisch-Indien und ist somit seitdem auch unabhängig vom Vereinigten Königreich. Das Land steht de facto seit 1962 unter einer Militärherrschaft, die nur von 2011 bis 2021 über einzelne demokratische Elemente verfügte. In einem Putsch am 1. Februar 2021 riss das Militär die gesamte Staatsgewalt wieder an sich. Infolgedessen kam es zu einem Bürgerkrieg zwischen dem vom Militär beherrschten State Administration Council (SAC) und dem oppositionellen National Unity Government of Myanmar (NUG). Bis 2023 hatte das Militär die Kontrolle über große Teile des Landes verloren.
Die Militärregierung herrscht autoritär, es kommt zu vielfältigen Menschenrechtsverletzungen. Im Demokratieindex lag Myanmar deshalb 2021 und 2022 weltweit auf dem vorletzten Platz, noch hinter Nordkorea und lediglich vor Afghanistan.

## Geographie

### Lage
Myanmar grenzt im Norden und Osten an die Volksrepublik China sowie weiter südlich im Osten an Laos und Thailand und im Süden an den Indischen Ozean. Der südlichste Teil Myanmars liegt auf der Malaiischen Halbinsel. Das Andamanische Meer trennt Myanmar von den westlich gelegenen indischen Inseln der Andamanen und Nikobaren. Im Westen grenzt Myanmar an den Golf von Bengalen, an Bangladesch und an die indischen Bundesstaaten Mizoram, Manipur, Nagaland und Arunachal Pradesh.
Die Erdbeben heutiger Zeit in Myanmar und den angrenzenden Gebieten Südostasiens sind eine Folge der Plattentektonik und werden vor allem durch die nordwärtsgerichtete Bewegung der Indischen Platte verursacht, die mit der Eurasischen Platte kollidiert.

### Landschaften
Im Norden liegt das Kachin-Bergland, ein südlicher Ausläufer des Himalaya, und an der Grenze Myanmar–Indien–China liegt der Hkakabo Razi. Mit seinen 5881 m ist er der höchste Berg Südostasiens. Entlang der Küste am Golf von Bengalen erstrecken sich Sumpfgebiete, dahinter liegt das Arakan-Joma-Gebirge mit bis zu 3000 m hohen Bergen, das sich weiter im Norden entlang der Grenze zu Indien im Patkai-Gebirge fortsetzt. Im Osten des Landes liegt das Shan-Hochland mit Erhebungen von bis zu 2500 m. In der Mitte des Landes, entlang des Irrawaddy, liegt Zentralmyanmar mit seinen fruchtbaren Böden. Die bedeutendsten Flüsse neben dem Irrawaddy sind Thanlwin, Sittaung, Chindwin und Mekong.
40 % der Fläche werden von Primärwald bedeckt, wobei die Waldfläche jährlich um 1,2 % abnimmt. Vor der Westküste der Malaiischen Halbinsel liegt eine abgesunkene Gebirgslandschaft, der Mergui-Archipel mit rund 800 Inseln, eine noch weitgehend unberührte Inselgruppe.

### Klima
Myanmar befindet sich – mit Ausnahme des äußersten Nordens – im Einflussbereich des indischen Monsuns. Durch das Relief bedingt sind die Ausprägungen des Monsuns in den einzelnen Landesteilen unterschiedlich.
Im Wesentlichen lassen sich drei Jahreszeiten unterscheiden:
- Regenzeit von Ende Mai bis Mitte Oktober
- kühle Jahreszeit von Ende November bis Ende Februar
- heiße Jahreszeit in den Monaten März bis Mai

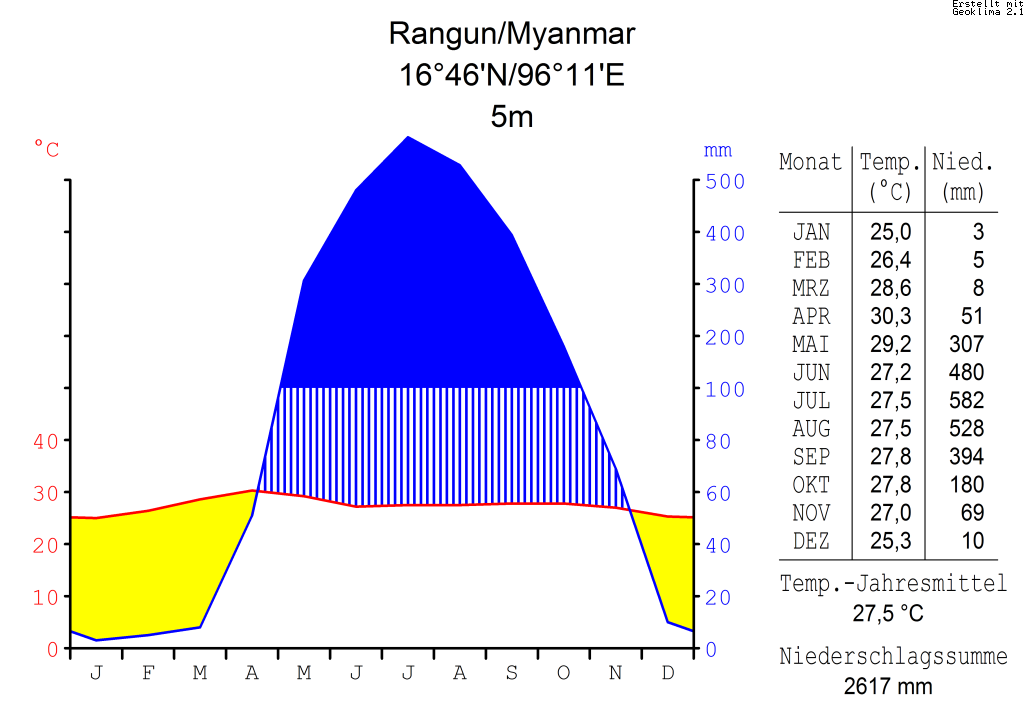
Klimadiagramm Rangun
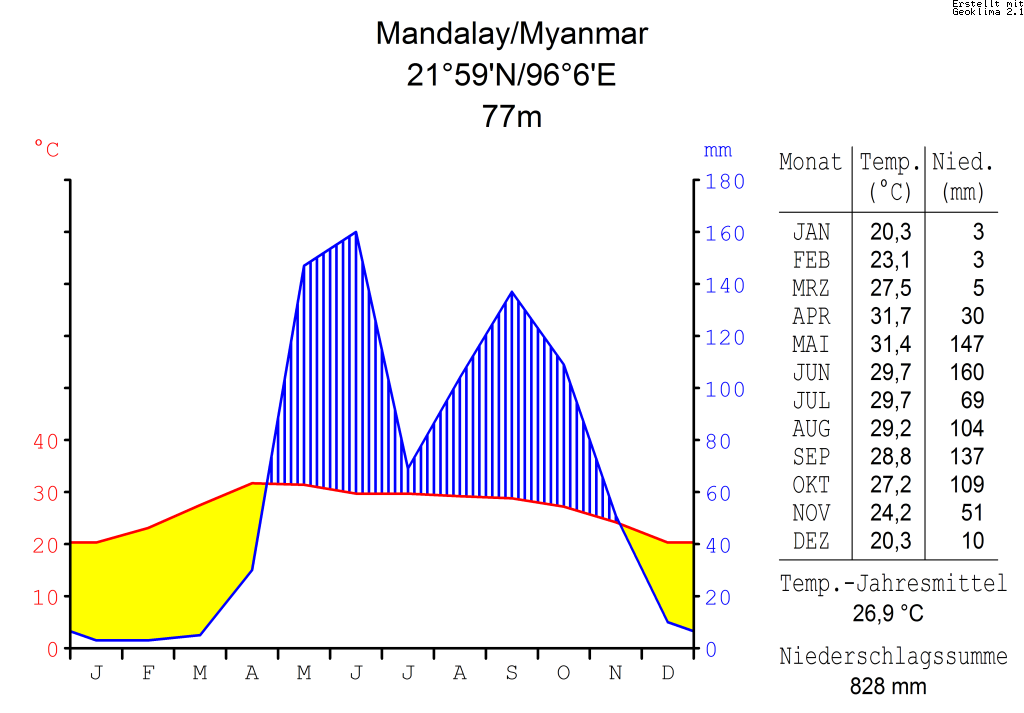
Klimadiagramm Mandalay

### Städte
Im Jahr 2023 lebten 32 Prozent der Einwohner Myanmars in Städten. Die größten Städte des Landes sind:
| Rang | Stadt     | Einwohner (Stand 2014) |
| ---- | --------- | ---------------------- |
| 1    | Rangun    | 4.728.524              |
| 2    | Mandalay  | 1.225.546              |
| 3    | Naypyidaw | 0.333.506              |
| 4    | Taunggyi  | 0.264.804              |
| 5    | Bago      | 0.254.424              |

## Bevölkerung

### Demografie
Myanmar hatte 2023 54,6 Millionen Einwohner. Das jährliche Bevölkerungswachstum betrug + 0,7 %. Zum Bevölkerungswachstum trug ein Geburtenüberschuss (Geburtenziffer: 16,8 pro 1000 Einwohner vs. Sterbeziffer: 8,7 pro 1000 Einwohner) bei. Die Anzahl der Geburten pro Frau lag 2022 statistisch bei 2,1, die der Region Süd-Asien betrug 2,2. Die Lebenserwartung der Einwohner Myanmars ab der Geburt lag 2022 bei 67,3 Jahren. Der Median des Alters der Bevölkerung lag im Jahr 2021 bei 29 Jahren. Im Jahr 2023 waren 24,4 Prozent der Bevölkerung unter 15 Jahre, während der Anteil der über 64-Jährigen 7,0 Prozent der Bevölkerung betrug.
| Jahr | Einwohnerzahl | Jahr    | Einwohnerzahl |
| ---- | ------------- | ------- | ------------- |
| 1950 | 17.152.000    | 1985    | 37.222.000    |
| 1955 | 18.868.000    | 1990    | 40.626.000    |
| 1960 | 20.986.000    | 1995    | 43.238.000    |
| 1965 | 23.391.000    | 2000    | 46.095.000    |
| 1970 | 26.381.000    | 2005    | 48.483.000    |
| 1975 | 29.722.000    | 2010    | 50.156.000    |
| 1980 | 33.370.000    | [0]2020 | 53.423.000    |

### Bevölkerungsstruktur

Ethnolinguistische Karte nach Informationen der CIA (1972)

Bei der letzten Volkszählung 2014 hatte Myanmar 51.486.253 Einwohner, die sich auf folgende ethnische Gruppen aufteilen: Bamar 69 Prozent, Shan 8,5 Prozent, Karen 6,2 Prozent, Rohingya 4,5 Prozent, Mon 2,4 Prozent, Chin 2,2 Prozent, Kachin 1,4 Prozent, Inder 1 Prozent, Han 1–2 Prozent. Insgesamt gibt es rund eine Million Umgesiedelte im eigenen Land. Mit nur 0,1 % der Bevölkerung zählt die Ausländerquote zu den geringsten der Welt.
Die Shan, die zweitgrößte Volksgruppe, leben hauptsächlich im Shan-Staat des Landes, in Gebieten ab etwa 1000 Metern Höhe. Die Karen sind überwiegend Christen. Die Padaung gehören zur Sprachgruppe der Mon-Khmer und leben im südlichen Kachin- und im Shanstaat.
Hauptsächlich im Rakhaing-Staat leben etwa 730.000 Arakanesen. Andere Quellen geben ihren Anteil an der Gesamtbevölkerung sogar mit 4 % an. Ebenfalls im Rakhaing-Staat leben die muslimischen Rohingya, denen der Status als Volksgruppe verwehrt wird. Die Rohingya werden vom Staat nicht als ethnische Gruppe anerkannt, erhalten nicht die myanmarische Staatsangehörigkeit und gelten laut den Vereinten Nationen als „am stärksten verfolgte Minderheit der Welt“. Sie sprechen eine eng mit dem Bengali verwandte indogermanische Sprache. Viele von ihnen sind auf Grund der massiven Verfolgung nach Bangladesch geflohen.
Die einzelnen Völker sprechen ihre eigenen Sprachen, Englisch ist Handelssprache. Amtssprache ist die birmanische Sprache.

### Religion

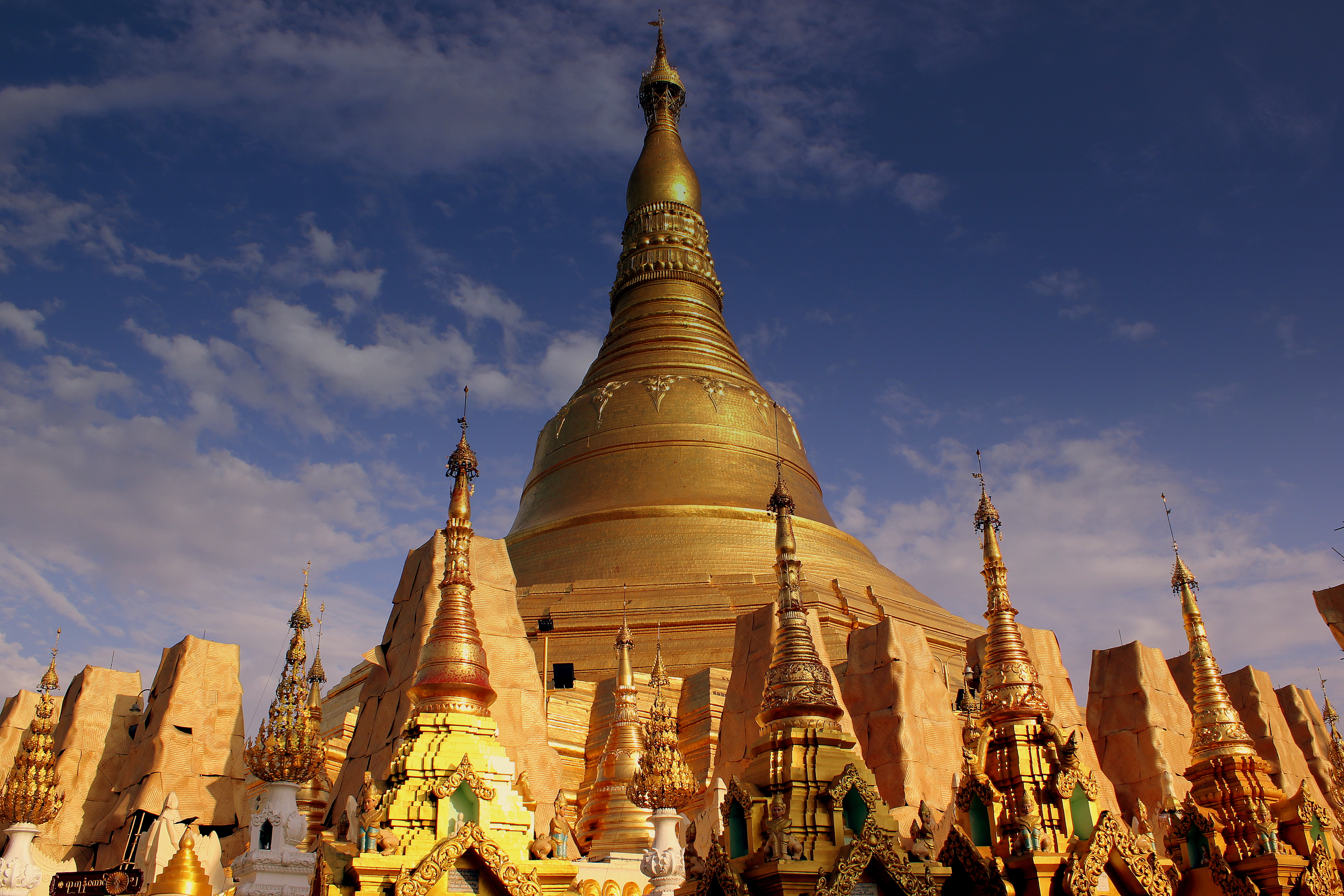
Die Shwedagon-Pagode in Yangon 2013

Anteile der Religionen an der Bevölkerung:
- Buddhismus: nach offiziellen Angaben 87,9 %
- Christentum: 6,2 % (zumeist Anhänger des Protestantismus und ca. 1 % der katholischen Kirche)
- Islam: 4,3 %
- Hinduismus: 0,5 %
- Animismus: offiziell 0,8 %, aber dominant unter Buddhisten

Die am weitesten verbreitete Religion in Myanmar ist der Buddhismus. Einige der berühmtesten buddhistischen Kunstwerke (Statuen) im asiatischen Raum befinden sich hier. Vorherrschend ist die frühbuddhistische Theravada-Schule, die im 20. Jahrhundert auch maßgeblichen Einfluss auf die Buddhismus-Rezeption im Westen hatte. So fußen viele der Standardwerke der Vipassana-Meditation (zum Beispiel Nyanaponika: „Geistesschulung durch Achtsamkeit“) auf den Lehren birmanischer Dharma-Meister wie Mahasi Sayadaw, Chanmyay Sayadaw U Janaka, Ledi Sayadaw oder Sayadaw U Pandita. Zu den wichtigsten Heiligtümern zählen vor allem die Shwedagon-Pagode in Rangun, der Goldene Fels südöstlich von Bago und der Mount Popa in der Nähe von Bagan.
In der buddhistischen Volksreligion ist der Geisterglaube an die Nats weit verbreitet. Nats haben menschliche Züge, Gefühle, Wünsche und Bedürfnisse, sind gut, hilfreich oder böse und gehässig, vor allem aber mächtig. Sie können, wenn erzürnt, großes Unheil bringen. Während der ihnen gewidmeten Feste werden sie durch Nat-Gadaw, weibliche Medien (häufig auch Transvestiten) in Trance und Tanz verkörpert. Bei den niederen Nats ist der Bezug zu animistischen Vorstellungen deutlich, denn sie leben in oder bei alten Bäumen oder Steinen, auf Bergen oder an Flüssen. Häufig haben sie nichtmenschliche Gestalt. Die an Bäumen, Feldern, Gewässern oder in Dörfern errichteten Nat-Schreine (nat-sin) ähneln den Geisterhäuschen (san phra phum) in Thailand.
Zum Christentum bekennen sich nach offiziellen Angaben 4 % der Bevölkerung, vor allem in den Volksgruppen der Chin und der Karen, die einem im Jahre 2007 bekannt gewordenen Regierungsprogramm „zur Zerstörung der christlichen Religion in Myanmar“ zufolge, systematisch vertrieben werden sollen.
Dem Islam gehören vor allem die Rohingya an, die massiver Verfolgung und Vertreibung ausgesetzt sind.

### Bildung
Die Alphabetisierungsrate betrug 2016 geschätzt 75,6 %. Der Bildungssektor ist in Myanmar, das eine ausgesprochene Bildungstradition hat, unter dem Militärregime besonders stark geschrumpft. Mehrere Hochschulen wurden vorübergehend oder ganz geschlossen, vor allem aus Angst vor Studentenaufständen und vor der Kritik einer intellektuellen Elite. Lernfreiheit und freie Fächerwahl bestehen nicht, dafür ist es möglich, gewisse Fächer per Fernkurs zu studieren. Auch die Verbreitung von Büchern im universitären Bereich ist stark beschränkt, so kann etwa ein Medizinstudent keine Geschichtsbücher ausleihen. 2015 konnten 93,1 % der Bevölkerung lesen und schreiben. In den letzten Jahren stieg der Bildungsgrad an und die mittlere Schulbesuchsdauer über 25-jähriger konnte von 2,4 Jahren im Jahr 1990 auf 4,7 Jahre im Jahr 2015 gesteigert werden. Im Jahr 2023 hatten Erwachsene über 25 Jahren 6,4 Jahre eine Schule besucht.

### Gesundheit
Die Gesundheitsausgaben des Landes betrugen im Jahr 2021 5,6 % des Bruttoinlandsprodukts. Im Jahr 2017 praktizierten in Myanmar 8,8 Ärzte je 10.000 Einwohner. Die Sterblichkeit bei unter 5-jährigen betrug 2022 40,1 pro 1000 Lebendgeburten. Die Lebenserwartung der Einwohner Myanmars ab der Geburt lag 2022 bei 67,3 Jahren (Frauen: 70,5, Männer: 64,2). Die Lebenserwartung stieg von 60,2 Jahren im Jahr 2000 bis 2022 um 12 %.
Myanmar ist seit einigen Jahren eines der Länder mit besonders hoher AIDS-Zuwachsrate, die von der Junta lange bestritten wurde, was das Problem verschlimmerte. Ursachen sind vor allem die Prostitution, besonders in Rangun, und die verbreitete, traditionelle Drogenabhängigkeit, die infolge der durch den jahrzehntelangen Bürgerkrieg eingetretenen gesellschaftlichen Zerrüttung noch verschärft wird. Bei der Ernährung der Bevölkerung konnten starke Fortschritte gemacht werden. Während im Jahr 2000 noch 48,1 % der Bevölkerung unterernährt waren, waren es 2015 noch 16,9 %.

### Maßeinheiten
In Myanmar galt offiziell noch bis 2013 das angloamerikanische Maßsystem, das weltweit sonst nur von den USA und Liberia verwendet wird. 2013 wurde der Übergang zum metrischen System beschlossen.

## Landesname
Zur Aussprache von Myanmar gibt der Duden [ˈmi̯anmaːɐ̯] an, also Betonung auf dem ersten a. Im Deutschen ist jedoch die Betonung auf dem zweiten a üblich. Im Englischen variiert die Aussprache von Myanmar erheblich. Myanmar ist im deutschen Sprachraum auch unter der früheren Bezeichnung Birma (in Deutschland und Österreich – Adjektiv birmanisch) resp. Burma (in der Schweiz – Adjektiv burmesisch) und im Vereinigten Königreich, in Australien und den USA nach wie vor auch als Burma bekannt.

### Hintergrund
Burma und Myanmar sind eigentlich zwei Varianten derselben Bezeichnung. Die Schreibweisen Burma (englisch ausgesprochen: [ˈbəː(r)mə]) und davon abgeleitet Birma (in Deutschland) entsprechen dem birmanischen Namen Bama ['bɐma] mit verhältnismäßig dumpfem „a“ als erstem Vokal. Bama und Myanma sind seit jeher die einheimischen Bezeichnungen der größten Bevölkerungsgruppe, der Bamar, für sich selbst und für ihr Land. Dazu kommen weitere Varianten je nach Dialekt. Die Form Myanma(r) entstammt der Schriftsprache und findet sich daher eher in historischen Dokumenten, während Bama umgangssprachlich verwendet wird. Vermutlich entstand Bama durch vereinfachte Aussprache aus Myanma.
Das -r in Myanmar wird im Birmanischen nicht gesprochen und auch nicht geschrieben: Myanma. Das -r wurde für die Schreibung im Englischen hinzugefügt, um die Länge der letzten Silbe gemäß der nicht-rhotischen Standardaussprache im Britischen Englisch anzuzeigen. Auch in Burma (englisch ausgesprochen) repräsentiert das r keinen zusätzlichen Konsonanten, vielmehr ähnelt ur dem Schwa. Die Aussprache von Burma (englisch) ist tatsächlich sehr ähnlich wie die von Bama (birmanisch).
Die Etymologie des Namens ist ungeklärt. Als Bezeichnung des Volkes taucht der Name bereits in Inschriften aus dem 12. Jahrhundert auf: zuerst in einer Mon-Inschrift aus dem Jahr 1102 (dort in der Form Mirma), dann im Jahr 1190 erstmals in einer burmesischen Inschrift (dort schon in der aktuellen Form Mranma [မြန်မာ], die auch heute noch benutzt wird – der scheinbare Wechsel von r zu y betrifft nur die Transkription, nicht die birmanische Rechtschreibung).

### Umbenennung
Seit den 1920er Jahren hatte es Bestrebungen gegeben, einen einheitlichen Begriff für alle im jetzigen Myanmar beheimateten Volksgruppen zu finden. So wurde mehrmals Bama durch Myanma ersetzt und umgekehrt.
Die offizielle Umbenennung des Landes in „Republik der Union Myanmar“ (Pyidaunzu Thanmăda Myăma Nainngandaw) durch das Militär erfolgte durch das Gesetz Nr. 15/89 vom 18. Juni 1989. Dies war in erster Linie ein Vorhaben mit Außenwirkung. Das Land sollte sich als selbstbewusster Staat präsentieren, der die Kolonialzeit endgültig überwunden hat. Durch das Gesetz Nr. 15/89 wurde auch die offizielle Schreibweise vieler Ortschaften neu bestimmt. Hierfür wurden die Namen in ihrer ursprünglichen Form, also ohne Veränderungen durch kolonialen Einfluss, und nach ihrer Aussprache ins lateinische Alphabet transkribiert. So wurde z. B. die Freihandelszone am südlichsten Festland-Ort Victoria Point in Kawthaung umbenannt.

### Heutiger Sprachgebrauch
Die Vereinten Nationen übernahmen den neuen Namen des Staates wenige Tage nach der Verkündung durch das Militär. Dem sind mittlerweile viele Staaten gefolgt. Die Vereinigten Staaten, Australien sowie weitere Staaten und nichtstaatliche Organisationen halten als Zeichen ihrer Missbilligung des Regimes am Namen Burma fest. Auch die Friedensnobelpreisträgerin Aung San Suu Kyi sprach sich 1996 in einem Interview für das Magazin Marie Claire für die Beibehaltung von Burma aus, zum einen wegen der fehlenden Mitwirkung des Volkes, zum anderen, da der Begriff Myanmar eben nicht die Vielfalt der Volksgruppen im Lande widerspiegele.
Die deutschschweizerischen und österreichischen Zeitungen verwenden vorwiegend Burma, während sich die deutschsprachigen Agenturen auf die Bezeichnung Birma geeinigt haben (Stand 2007). Mehrere deutsche Medien, darunter Spiegel und FAZ, verwenden dennoch überwiegend die Variante Burma (neben Birma und Myanmar). In der DDR wurde die Namensform Burma verwendet.
Die Einwohner Myanmars bezeichnen ihren Staat meist kurz Myanma Naingngan („Myanmarischer Staat“).
Eine Person aus Myanmar wird Birmane oder Burmese (unüblich Burmane) beziehungsweise Burmesin genannt.
Die Begriffe Myanmare beziehungsweise Myanmarin werden kaum verwendet.

## Geschichte

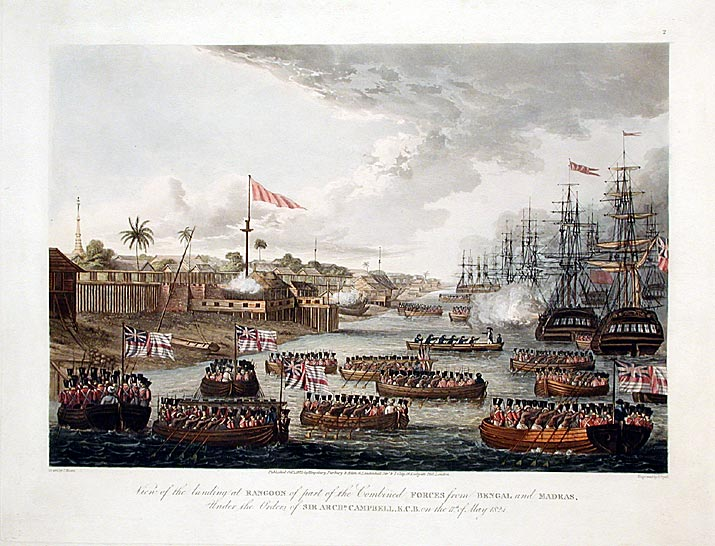
Erster Anglo-Birmanischer Krieg, 1824

### Bis 1948
Im 11. Jahrhundert gründete König Anawrahta das erste birmanische Reich.
Im 19. Jahrhundert fiel Birma nach mehreren Kriegen unter britische Herrschaft und wurde am 1. Januar 1886 Teil von Britisch-Indien. Der letzte König von Birma wurde mit seiner Familie durch die britische Besatzung ins Exil nach Indien geschickt, wo er auch starb.
1923 war Burma noch eine Provinz Indiens und unter britischer Herrschaft. Männer und Frauen, die Steuern zahlten, erhielten das aktive Wahlrecht. Das passive Frauenwahlrecht wurde jedoch nicht gewährt. Da nur Männer dazu verpflichtet waren, eine Kopfsteuer zu zahlen, gab es viel mehr Steuerzahler als Steuerzahlerinnen, sodass Frauen in der Praxis immer noch am Wählen gehindert waren. Zu dieser Zeit kamen auf zwei Millionen Wähler nur 125.000 Wählerinnen. 1927 gab es eine Vorlage in der gesetzgebenden Versammlung, die auch das passive Frauenwahlrecht einführen wollte; doch die Briten lehnten sie ab. Dies führte zu Unmut bei den Frauen und einer Demonstration in Ragoon. Doch die Einschränkung auf das aktive Wahlrecht wurden 1929 aufgehoben und somit das passive Frauenwahlrecht auf derselben Basis wie das passive Männerwahlrecht erreicht. Auch die Koppelung an das Bezahlen von Steuern entfiel. Trotzdem saßen nur sehr wenige Frauen in den kommunalen Gremien und der gesetzgebenden Versammlung.
Als 1935 der Government of Burma Act in Kraft trat, endete Burmas Zeit als Provinz Indiens. Obwohl es noch unter britischer Herrschaft stand, hatte es nun sein eigenes gesetzgebendes Gremium. Für dieses Repräsentantenhaus hatten Frauen nun das Wahlrecht, wenn sie einen Lese- und Schreibtest bestanden hatten. Auf diese Weise stieg die Zahl der Wählerinnen auf 750 000.
Mit der Japanische Besetzung Burmas (1942 bis 1945) wurde die Verfassung aufgehoben. 1943 garantierten die japanische Regierung und der Kaiser Hirohito dem Land die Unabhängigkeit.
Nach der erneuten Besetzung durch die Briten nach Kriegsende und die Entlassung in die Unabhängigkeit 1948 erhielten Frauen das allgemeine Wahlrecht.

### Ab der Unabhängigkeit 1948
Seit der Unabhängigkeit halten bewaffnete Konflikte in verschiedenen Landesteilen an, wo ethnische Minderheiten gewaltsam für mehr Autonomie oder Unabhängigkeit kämpfen.
Nach einer kurzen demokratischen Phase bis 1962 wurde Birma von verschiedenen Militärregimen kontrolliert.
Von 1961 bis 1971 war der birmanische Politiker Maha Thray Sithu U Thant der dritte Generalsekretär der Vereinten Nationen. Als es wegen der Weigerung der Regierung Ne Win, ihm ein Staatsbegräbnis auszurichten, in Rangun zu Unruhen kam, wurden diese gewaltsam niedergeschlagen.
Am 18. Oktober 1965 verabschiedete der Revolutionsrat ein Gesetz, nach dem alle Wirtschaftsunternehmen verstaatlicht wurden. Wenig später wurden alle christlichen Missionare zum Ende des Jahres 1966 ausgewiesen.
Am 8. August 1988 gipfelten monatelange Unruhen (8888 Uprising) wegen der Wirtschaftspolitik des Militärs unter Führung von General Ne Win in der gewaltsamen Niederschlagung von Protesten in der Hauptstadt Rangun mit mehreren Tausend Toten. Ein neues Militärregime unter General Saw Maung etablierte sich als Staatsrat für die Wiederherstellung von Recht und Ordnung (SLORC).
1989 wurde das Land in Myanmar umbenannt.
Als 1990 bei demokratischen Wahlen die oppositionelle sozialistischen Nationale Liga für Demokratie (NLD) einen deutlichen Sieg errang, wurden die Wahlen vom Militärregime für ungültig erklärt, und es kam zu einer blutigen Niederschlagung von friedlichen Studentenprotesten. Das Regime blieb an der Macht.

### 2000er und 2010er Jahre
Im November 2005 begann die Regierung mit der Verlegung des Regierungssitzes von Rangun nach Naypyidaw in der Nähe der Stadt Pyinmana (Region Mandalay), dem früheren Sitz der Könige. Begründet wurde der Schritt offiziell mit der gegenüber Rangun zentralen Lage der neuen administrativen Hauptstadt. Inoffizielle Spekulationen reichten von der Furcht vor einer ausländischen Invasion vom Meer aus, bzw. Eingreifen der USA wie in den Irak, über Einflüsse von Astrologen auf die Militärmachthaber bis zur Abschottung des Regimes aus Furcht vor möglichen neuen Volksaufständen. Regierungsangestellte, die sich weigerten, ihre Familie zurückzulassen und nach Naypyidaw zu ziehen, kamen ins Gefängnis.
In der Reihe der Kritiker des Regimes erschienen im Dezember 2005 erstmals auch die ASEAN-Staaten. Bereits im März 2005 hatte Myanmar auf die turnusmäßige Übernahme des jährlich wechselnden Vorsitzes innerhalb ASEAN zugunsten der Philippinen verzichtet. Ein von den USA im Weltsicherheitsrat eingebrachter Resolutionsentwurf, der das Militärregime zur Einhaltung der Menschenrechte und zur Freilassung aller politischen Gefangenen auffordern sollte, wurde im Januar 2007 mit den Stimmen der Vetomächte Volksrepublik China und Russland abgelehnt, obwohl diese der unterdrückten NLD politisch nahe stehen.
Die im August 2003 vom damaligen Premierminister Khin Nyunt verkündete „Road Map“ für den Weg zur Demokratie nahm mit der erneuten Einberufung der Nationalen Versammlung, die eine neue Verfassung erarbeiten sollte, ihren Lauf. Nach knapp zehnmonatigen Beratungen zwischen dem 17. Mai 2004 und dem 3. September 2007 erklärte der Vorsitzende der Kommission für die Einberufung der Nationalen Versammlung, Generalleutnant Thein Sein, dass man sich auf eine neue Verfassung geeinigt habe, die einen ersten Schritt zur Demokratisierung des Landes darstelle. Einen Termin für ein Referendum über den Verfassungsentwurf oder für freie Parlamentswahlen nannte er jedoch nicht.

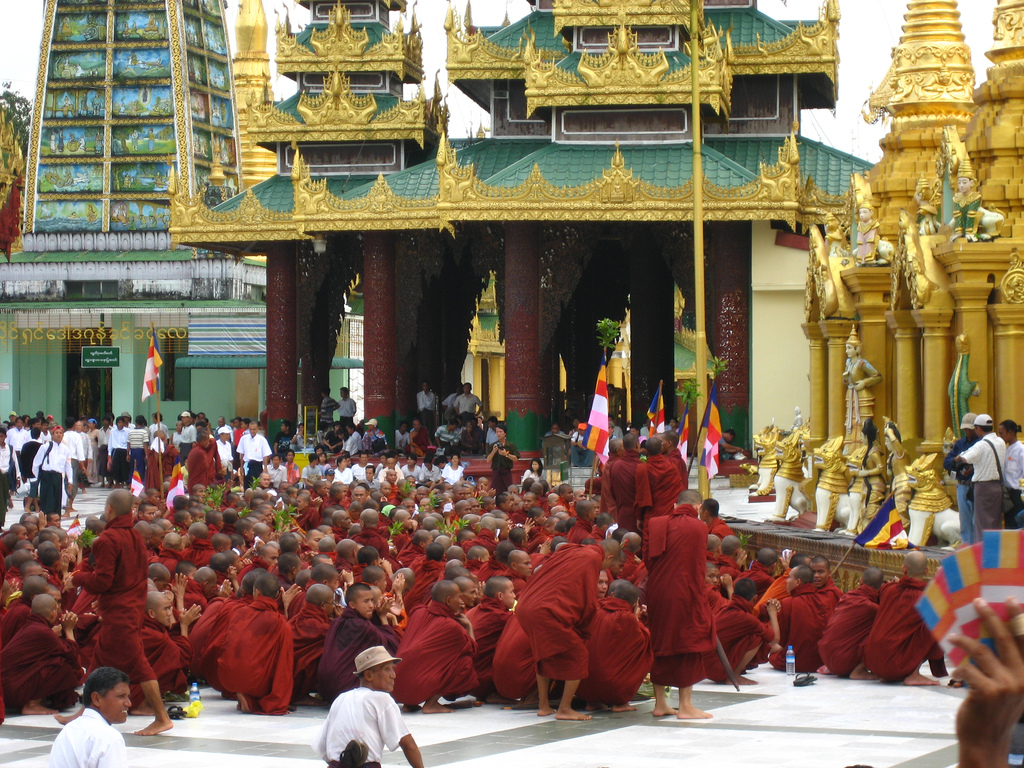
Proteste in Myanmar, 2007

Am 15. August 2007 wurden sämtliche Subventionen auf Kraftstoffe gestrichen. Die hierdurch auf bis zu 500 Prozent ansteigenden Preise für flüssigen Treibstoff und Gas waren der Anstoß zu Protestdemonstrationen, die sich bis Ende September auf das ganze Land ausweiteten. Sie wurden am 26. September gewaltsam niedergeschlagen. Dabei wurden nach unterschiedlichen Angaben zwischen zehn und mehreren Tausend Mönche und Demonstranten getötet.
Im Februar 2008 setzte die Militärjunta ein Referendum über die neue Verfassung im Mai 2008 an. Nach dem Terminplan sollten demokratische Wahlen 2010 stattfinden.
In der Nacht zum 3. Mai 2008 wurden Teile des Landes durch den Tropensturm Nargis verwüstet. Nach UNO-Schätzungen vom 9. Mai starben 63.000 bis 101.000 Menschen und rund eine Million wurde obdachlos.  Nach Regierungsangaben vom 24. Juni starben 84.537 Menschen, 53.836 gelten als vermisst. Die Militärjunta verweigerte Helfern den Zugang zum Irrawaddy-Flussdelta und beschlagnahmte Hilfsgüterlieferungen aus dem Ausland.

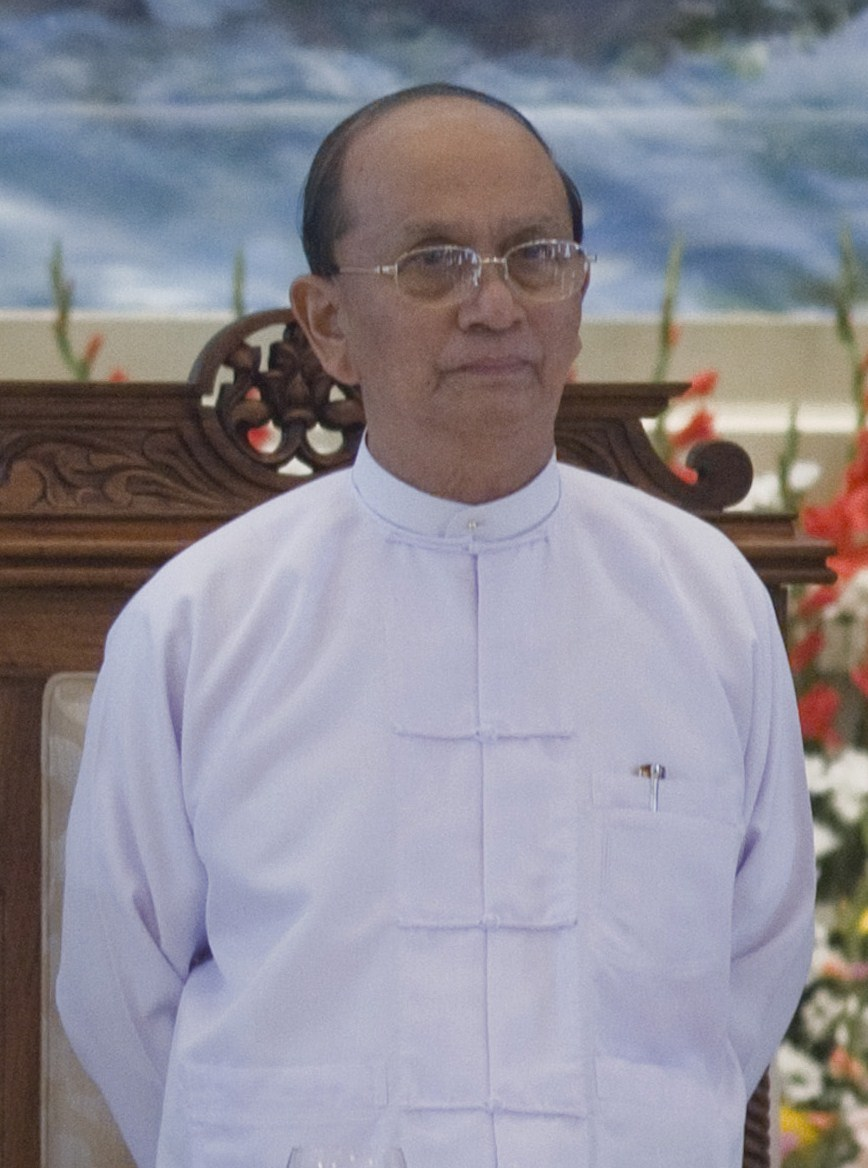
Thein Sein, Staatschef von Myanmar bis 2016

Ungeachtet der Katastrophe führte das Regime am 10. Mai 2008 das Verfassungsreferendum wie geplant durch. Lediglich in den am schwersten betroffenen Gebieten wurde der Termin um zwei Wochen verschoben. Nach massiver Wahlfälschung und Einschüchterung verkündete das Militär schließlich eine 92,48-prozentige Zustimmung der wahlberechtigten Bevölkerung zur neuen Verfassung.
Am 7. November 2010 fanden die ersten Wahlen seit 1990 statt, woraufhin am 4. Februar 2011 der vorherige Premierminister Thein Sein zum ersten Präsidenten Myanmars seit 1988 ernannt wurde; dieser ist ein Than Shwe nahestehender General. Während die Parlamentswahlen von 2010 noch von der Sozialistischen NLD boykottiert wurden, beteiligte sich die führende Oppositionspartei am 1. April 2012 erstmals seit 1990 wieder bei Parlamentswahlen. Bei den Nachwahlen wurden 45 der 664 Sitze in der Volksversammlung neu vergeben. 43 dieser 45 Sitze erhielt die Opposition mit der Friedensnobelpreisträgerin Aung San Suu Kyi.
2016 übernahm die Partei von Aung San Suu Kyi die Regierung. Nach einem Jahr stellte der Spiegel fest, sie sei vor allem still und interpretierte es als Hoffnung Kyis auf eine Verfassungsänderung, welche das Militär bei zu forschem Vorgehen mit seinen Vertretern verhindern könne. Es gab zwar etwas mehr Geld für Bildung und Gesundheit, seit Oktober 2016 ging jedoch das Militär im Staat Rakhine gegen die Bevölkerung vor.
Im Herbst 2017 sprach die NZZ davon, dass das Verhältnis zwischen dem mächtigen Militär und der Regierung schon fast einem getroffenen Pakt ähnle und Anfang 2018 formulierte die SRF-Korrespondentin, dass es den Anschein machte, als würde die angekündigte Versöhnung weniger das Volk betreffen, sondern es hätte „sich Aung San Suu Kyi mit dem Militär versöhnt“.

### 2020er Jahre: Militärputsch und Bürgerkrieg
Bei der Parlamentswahl im November 2020 erreichte Suu Kyis Partei NLD offiziellen Angaben zufolge die absolute Mehrheit, wobei die Wahlbeteiligung bei über 70 Prozent gelegen haben soll. Die Europäische Union sah die Wahl als frei und fair an, trotz der strukturellen demokratischen Defizite. Die Armee, für die automatisch ein Viertel der Sitze in den Parlamentskammern reserviert ist, sprach dagegen von Wahlbetrug. Am Morgen des 1. Februar 2021 begann das Militär unter Oberbefehlshaber Min Aung Hlaing nach anhaltender Kritik an dem Wahlergebnis einen Putsch. Suu Kyi, Präsident Win Myint und weitere hochrangige NLD-Mitglieder wurden festgenommen. Auch rief das Militär den Notstand aus. Das Militärfernsehen gab bekannt, für ein Jahr die Kontrolle übernehmen zu wollen. Das Vorgehen wurde mit Wahlbetrug begründet.
Es kam daraufhin zu Massenprotesten und politischer Repression. Im Juli 2022 wurden erstmals seit den 1980er Jahren wieder Personen hingerichtet. Bei den Hingerichteten handelte es sich um Zayar Thaw, Kyaw Min Yu und Hla Myo Aung und Aung Thura Zaw.
Die Machtübernahme des Militärs führte umgehend zum Widerstand der bewaffneten Einheiten der Exilregierung „People’s Defence Force“ und verschiedener ethnischer Milizen, welche die Streitkräfte Myanmars angriffen und die Kontrolle über große Teile des Landes gewinnen konnte. Der Bürgerkrieg führte zu einer humanitären und wirtschaftlichen Krise im Land. Bei der Aufstandsbekämpfung verübte die Militärjunta Kriegsverbrechen wie bei dem Massaker von Pazigyi im April 2023. Am 27. November 2024 beantragte Chefankläger Karim Ahmad Khan im Rahmen des Völkermord-Falls Rohingya vor dem Internationalen Strafgerichtshof einen Haftbefehl gegen den Machthaber und militärischen Oberbefehlshaber Min Aung Hlaing wegen Verbrechen gegen die Menschlichkeit im Zusammenhang mit der Deportation und Verfolgung der Rohingya im Jahr 2017.

## Politik

### Politische Entwicklung

#### Militärdiktatur 1988 bis 2010
Am 18. September 1988 war die bisherige Verfassung der Sozialistischen Republik von 1974 außer Kraft gesetzt worden. Bis 2010 galt dieses Regierungssystem:
- Staatsform: Militärdiktatur unter dem Namen „Staatsrat für Frieden und Entwicklung“ (State Peace and Development Council, SPDC), bestehend aus elf Mitgliedern
- Staatschef: General Than Shwe (seit April 1992), Vorsitzender des „Staatsrats für Frieden und Entwicklung“
- Regierungschef: General Thein Sein
- Regierung: Kabinett bestehend aus 33 Ministern, überwiegend im Generalsrang, darunter Außenminister Nyan Win
- Parlament: Volksversammlung mit 485 für vier Jahre gewählten Abgeordneten (derzeit ausgesetzt)
- Politische Parteien: Nationale Einheitspartei (NUP), hervorgegangen aus der Burma Socialist Programme Party von General Ne Win, Union Solidarity and Development Association (USDA) (regierungsnah, jedoch offiziell ohne Parteienstatus) sowie die Nationale Liga für Demokratie (NLD) und weitere acht Minoritäten-Parteien. Die NLD als wichtigste Oppositionspartei war zeitweise aufgelöst worden.

#### Verfassung
Seit 1993 wurde über eine neue Verfassung beraten. Mit Verweis auf die fehlende Verfassung hatte die Militärregierung jahrelang freie Wahlen verhindert. Im Regierungsentwurf für eine neue Verfassung wurde als neuer offizieller Name Pyidaungsu Thamada Myanmar Naing-Ngan Daw (Republik der Union von Myanmar) vorgeschlagen. Außerdem wurde eine Änderung von Staatsflagge und Staatssiegel geplant. Die Diskussionen hierüber verzögerten die Fertigstellung der Verfassung bis zum 3. September 2007. Die Verfassung wurde im Mai 2008 zur Abstimmung vorgelegt. Diese schreibt immer noch Vorrechte des Militärs fest, etwa, dass ein Viertel der Parlamentsmandate an Militärangehörige vergeben werden müssen. Nach offizieller Lesart wurde diese Verfassung mit 92,48 Prozent Jastimmen angenommen. Erst am 22. Oktober 2010, rund zwei Wochen vor den für den 7. November 2010 angesetzten Wahlen, wurde der o. a. Namensvorschlag umgesetzt, zusätzlich wurden Flagge und Wappen geändert.
Durch ein im März 2010 von der Militärregierung veröffentlichtes Wahlgesetz war die führende NLD-Politikerin und Friedensnobelpreisträgerin Aung San Suu Kyi von den Parlamentswahlen am 7. November 2010 ausgeschlossen worden. Das Gesetz besagt, dass Strafgefangene, zu denen in Myanmar faktisch auch politische Gefangene gezählt werden, nicht Mitglieder einer politischen Partei sein dürfen. Gleichzeitig wurde die NLD dazu gezwungen, Aung San Suu Kyi aus der Partei auszuschließen, sollte sie an den Wahlen teilnehmen wollen. Obwohl das neue Gesetz auf internationale Kritik stieß, annullierte die Militärregierung gleichzeitig das Ergebnis der Parlamentswahl aus dem Jahr 1990, da es nicht mehr mit der neuen Verfassung übereinstimme. Die NLD hatte die Wahl im Jahr 1990 mit großer Mehrheit für sich entscheiden können. Erst auf internationalen Druck entließ die Militärregierung Myanmars Aung San Suu Kyi am 13. November 2010 aus ihrem insgesamt 15 Jahre währenden Hausarrest.
Am 7. November 2010 wurden erstmals auf Grundlage der Verfassung von 2010 Allgemeine Wahlen 2010 in Myanmar durchgeführt. Die Union Solidarity and Development Party stellte vom 4. Februar 2011 bis zum 15. März 2016 den Staatspräsidenten Thein Sein. Das Amt des Ministerpräsidenten ist bislang unbesetzt, Than Shwe hat somit kein politisches Amt mehr inne. In der Verfassung von 2008 ist das Amt des Ministerpräsidenten nicht mehr vorgesehen. Der Staatspräsident wird durch ein spezielles Wahlkollegium bestimmt, das aus drei verschiedenen Parlamentariergruppen besteht. Es handelt sich somit im weitesten Sinne um ein System parlamentsgebundener Exekutivgewalt.
Am 15. März 2016 wurde Htin Kyaw zum Staatspräsidenten gewählt.

#### Demokratisierungsprozess

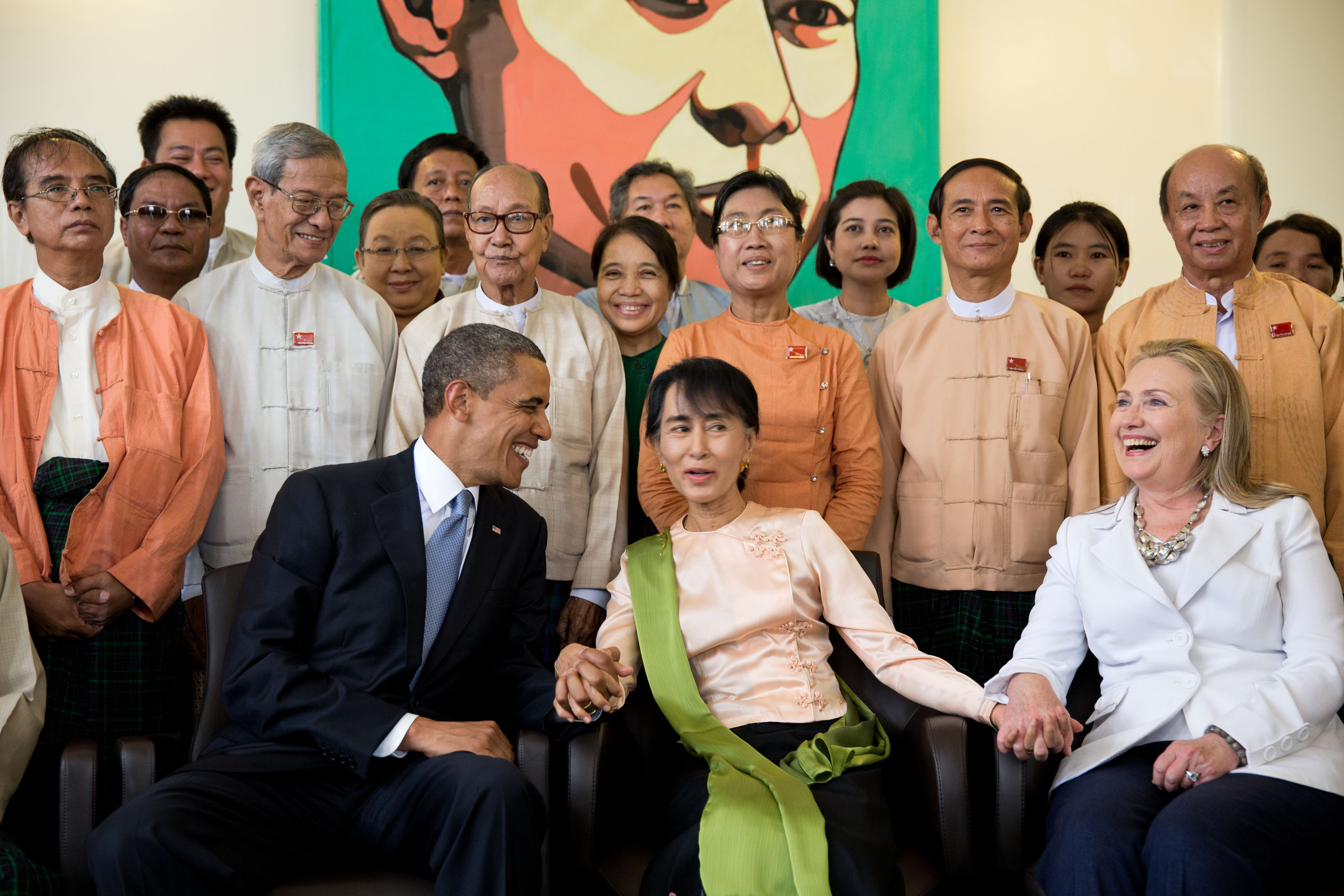
Aung San Suu Kyi

Im Jahr 2011 waren in Myanmar Anfänge eines Demokratisierungsprozesses zu verzeichnen. Anlass und Nahziel dieser neuen Politik waren die Lockerung der internationalen Handelsblockaden, die das Land in der Vergangenheit stark isoliert hatten. Unter anderem wurden nach Informationen des Europäischen Auswärtigen Diensts die große Mehrzahl politischer Gefangener freigelassen, neue Vorschriften im Arbeits- und Investitionsrecht erlassen, die Kontrolle der Medien gelockert und mehr als 120 Gewerkschaften genehmigt. Im Juli 2013 kündigte Thein Sein die Freilassung aller politischen Gefangenen bis zum Jahresende an, die ersten der etwa 150 Gefangenen kamen daraufhin eine Woche später frei. Tatsächlich aber gibt es in dem Land kein Minderheitenwahlrecht da Minderheiten, wie bspw. die Rohingya in dem Land nicht als Staatsbürger anerkannt, sondern im Gegenteil verfolgt und misshandelt werden.
Am 1. April 2012 fanden Nachwahlen statt, nachdem zahlreiche Abgeordnete Regierungsämter übernommen und insgesamt 157 Kandidaten von 17 Parteien sich für die Nachbesetzung der freigewordenen 45 Parlamentssitze beworben hatten. Anteilmäßig waren lediglich sechs Millionen Wähler des 54-Millionen-Volks zu diesen Nachwahlen wahlberechtigt. An der Zusammensetzung des Parlaments hat die Nachwahl kaum etwas geändert, da die neu gewählten Abgeordneten mit 45 von insgesamt 664 Abgeordneten nur sieben Prozent aller Mandate innehaben. Die vom Militär dominierte Union Solidarity and Development Party hat rechnerisch nach wie vor eine klare Mehrheit. Allerdings zog Aung San Suu Kyi als Spitzenkandidatin der Partei NLD im Ergebnis der Nachwahlen erstmals in das Parlament ein – nicht ohne sehr kritisch darauf hinzuweisen, dass die neue Verfassung immer noch Vorrechte des Militärs festschreibt, etwa dass ein Viertel der Parlamentsmandate an Militärangehörige vergeben werden müssen. Suu Kyi wurde auch Vorsitzende des Unterausschusses für Rechtsstaatlichkeit. Die NLD gewann laut Medienberichten in 112 von 129 Wahllokalen die meisten Stimmen. Dies wurde vielerorts als Zeichen für eine weitere Demokratisierung gewertet.
Bei der folgenden Wahl am 8. November 2015 gewann die NLD 77 % der Sitze im Parlament. Aung San Suu Kyi konnte jedoch nicht selbst Präsidentin werden, da ihre beiden Söhne britische Pässe haben. Im März 2016 wurde Htin Kyaw, ein enger Vertrauter von Aung San Suu Kyi, zum neuen Präsidenten gewählt. Aung San Suu Kyi wurde in der Folge zur Außenministerin ernannt.

### Politische Indizes
| Name des Index                     | Indexwert    | Weltweiter Rang | Interpretationshilfe | Jahr |
| ---------------------------------- | ------------ | --------------- | --- | ---- |
| Fragile States Index               | 100 von 120  | 11 von 179      | Stabilität des Landes: großer Alarm 0 = sehr nachhaltig / 120 = sehr alarmierend Rang: 1 = fragilstes Land / 179 = stabilstes Land | 2024 |
| Demokratieindex                    | 0,96 von 10  | 166 von 167     | Autoritäres Regime 0 = autoritäres Regime / 10 = vollständige Demokratie                                                           | 2024 |
| Freedom in the World Index         | 8 von 100    | —               | Freiheitsstatus: unfrei 0 = unfrei / 100 = frei                                                                                    | 2024 |
| Rangliste der Pressefreiheit       | 24,4 von 100 | 171 von 180     | Sehr ernste Lage für die Pressefreiheit 100 = gute Lage / 0 = sehr ernste Lage                                                     | 2024 |
| Korruptionswahrnehmungsindex (CPI) | 16 von 100   | 168 von 181     | 0 = sehr korrupt / 100 = sehr sauber                                                                                               | 2024 |

### Menschenrechte
Menschenrechtsorganisationen werfen Regierung und Militär Menschenrechtsverstöße wie Zwangsarbeit, Zwangsräumung von Dörfern, Folter, Vergewaltigungen und Einsatz von Kindersoldaten in den bis heute andauernden Kämpfen gegen Aufständische vor. Auch manche Rebellengruppen sollen Kinder rekrutiert und Zivilisten zur Zwangsarbeit verpflichtet haben.
Vor allem christliche Minderheiten wie die Karen und Chin sind in den zurückliegenden Jahrzehnten Opfer von massiver Verfolgung geworden. Im Weltverfolgungsindex 2020 von Open Doors rangiert Myanmar auf Platz 19 der Länder mit der schwersten Christenverfolgung. Als Ergebnis leben heute mehrere Hunderttausende von ihnen unter menschenunwürdigen Verhältnissen ohne Obdach oder in Flüchtlingslagern im Grenzgebiet zu Thailand. Ende Juni 2007 hat das Internationale Komitee vom Roten Kreuz (IKRK) öffentlich der Regierung schwere Menschenrechtsverletzungen vorgeworfen. Normalerweise äußert das IKRK seine Kritik vertraulich, doch da die Machthaber Myanmars nicht auf die Vorwürfe reagierten, habe man die Vorwürfe publik gemacht. Neben der Misshandlung von Gefangenen wurde vor allem die Verfolgung der Karen kritisiert.

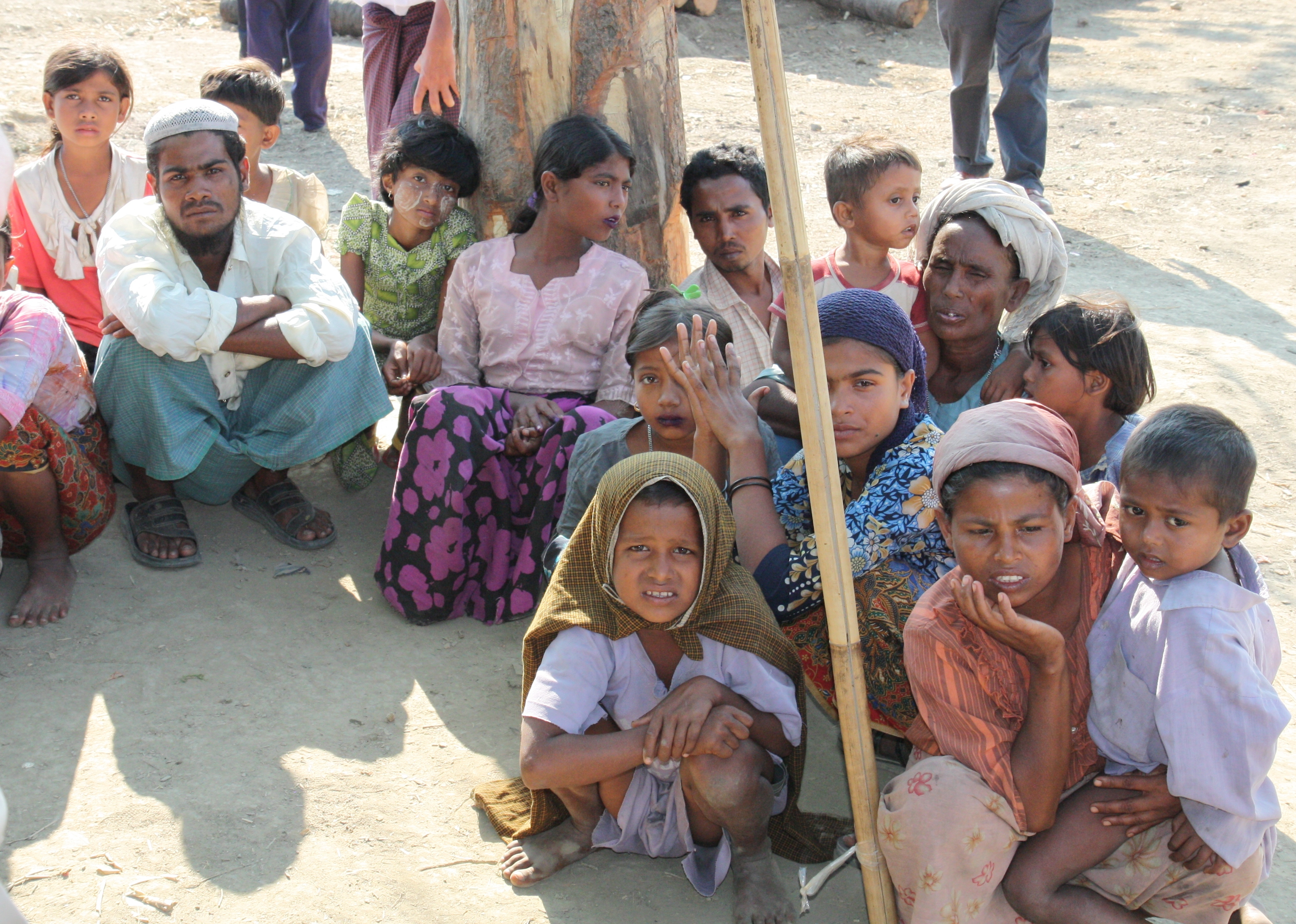
Rohingya-Flüchtlinge in Rakhine

In der jüngeren Vergangenheit geriet vor allem die überwiegend muslimische Minderheit der Rohingya in den Fokus der Weltöffentlichkeit. Ihnen wird in Myanmar die Staatsangehörigkeit verwehrt und ihre Bürgerrechte werden stark eingeschränkt. Von den Vereinten Nationen werden die Rohingya als eine der am stärksten verfolgten Minderheiten der Welt bezeichnet. Im Mai 2013 ordnete die Regierung „zum Abbau von ethnischen Spannungen“ an, dass die Rohingya im Rakhaing-Staat nicht mehr als zwei Kinder haben dürfen, da ihre nach Angaben der Regierung zehnmal so hohe Geburtenrate angeblich die buddhistische Mehrheit in eine Minderheit verwandeln könne. Dem gleichen Ziel diente das Verbot der Vielehe für die Muslime in den an Bangladesch angrenzenden Ortschaften Buthidaung und Maundaw.
Die Menschenrechtsorganisation Human Rights Watch berichtete auch 2017 über schwere Menschenrechtsverletzungen durch die Sicherheitskräfte. Das Militär führe ausgedehnte und systematische Angriffe gegen Rohingya und gehe dabei mit Zwangsabschiebungen, Mord und Vergewaltigung gegen die Zivilbevölkerung vor. Im Zuge von Militäroperationen gegen Rohingya-Dörfer kam es zu hunderten Tötungen und Vergewaltigungen. Brad Adams, Direktor der Asien-Abteilung von Human Rights Watch sprach von einem systematischen Massaker. Aung San Suu Kyi hingegen machte Terroristen für die Gewalt verantwortlich und beklagte einen „Eisberg an Falschinformationen“.
Der Militäraktion gingen Attentate von im Ausland geschulten, islamischen Terroristen voraus. Mitglieder der Arakan Rohingya Salvation Army (ARSA), einer radikalen Rohingya-Gruppe, hatten im August 2017 Dutzende Polizeiposten und Sicherheitskräfte angegriffen. Im Oktober forderten Attacken von Muslimen auf Polizisten mehrere Tote. Rohingya-Rebellen haben laut Amnesty International allein im Jahr 2017 über 100 Hinduisten getötet, einige Hindus entführt und sie gezwungen zum Islam zu konvertieren. Des Weiteren zwangen die Rohingya die konvertierten Hindus die Buddhisten und die Regierung Myanmars zu beschuldigen. Somit gestaltet sich die Einschätzung der Menschenrechtslage als schwierig, da keine unabhängigen oder neutralen Berichte vorhanden sind.
Im Dezember 2017 wurden die Reuters-Reporter Wa Lone und Kyaw Soe Oo verhaftet, die an einem Bericht über die Ermordung von zehn Angehörigen der Rohingya-Minderheit gearbeitet hatten. Die Behörden werfen ihnen „illegale Informationsbeschaffung mit dem Ziel der Weitergabe an ausländische Medien“ vor. 2018 wurden sie wegen Verrats von Staatsgeheimnissen zu sieben Jahren Haft verurteilt. Reuters-Chefredakteur Stephen J. Adler erklärte, das Urteil diene dazu, die Berichterstattung zum Schweigen zu bringen und die Presse einzuschüchtern.
In Myanmar sitzen fünf Journalisten in Haft. Im August 2012 wurden die strengen Zensurregelungen gelockert. Veröffentlichungen müssen demnach nicht mehr vorab von der staatlichen Prüfbehörde genehmigt werden, die Zensurbehörde wurde allerdings nicht aufgelöst und publizierte Texte müssen nachträglich auch weiterhin bei der Prüfstelle eingereicht werden. Am 1. April 2013 erschienen erstmals seit 1962 wieder private Zeitungen in Myanmar, zuvor hatte das Informationsministerium acht von 14 Bewerbungen um eine Lizenz stattgegeben.

### Außenpolitik

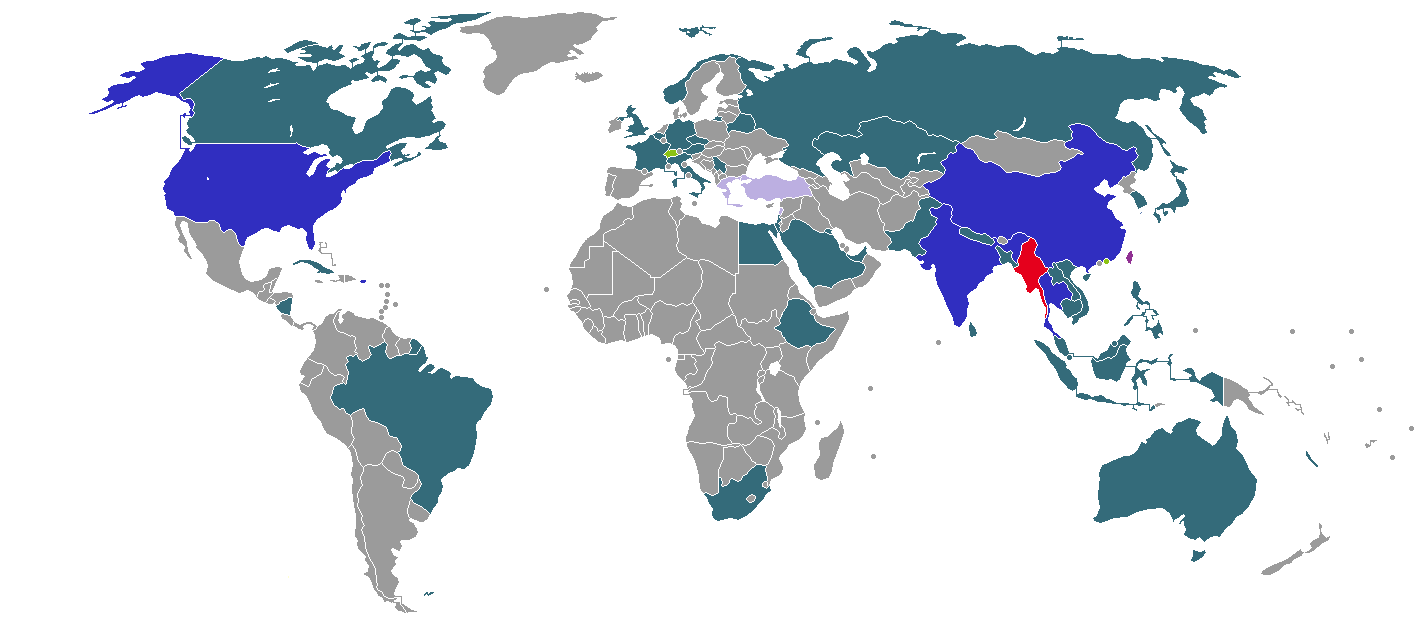
Standorte der diplomatischen Vertretungen Myanmars

Aufgrund seiner Lage befindet sich Myanmar seit seiner Unabhängigkeit in einer besonderen Beziehung zu seinen großen Nachbarn Indien und China.
Myanmar unterhält seit 1988 eine besondere Beziehung zur Volksrepublik China, es besteht jedoch keine formelle Allianz. Die Volksrepublik China hat Überlandstraßen zwischen der chinesischen Grenze und dem Zentrum Myanmars in der Mandalay-Ebene finanziert und deren Ausbau logistisch unterstützt. Diese Straßen sind panzertauglich konstruiert und sichern den Chinesen den strategischen Zugang zum Indischen Ozean. Lange Zeit war auch in offiziellen Stellungnahmen die Auffassung verbreitet, China betreibe seit 1994 auf den Großen und Kleinen Kokosinseln nördlich der indischen Andamanen und Nikobaren einen Stützpunkt für Fernmelde- und Elektronische Aufklärung (SIGINT) und einen Flugplatz.

### Militär

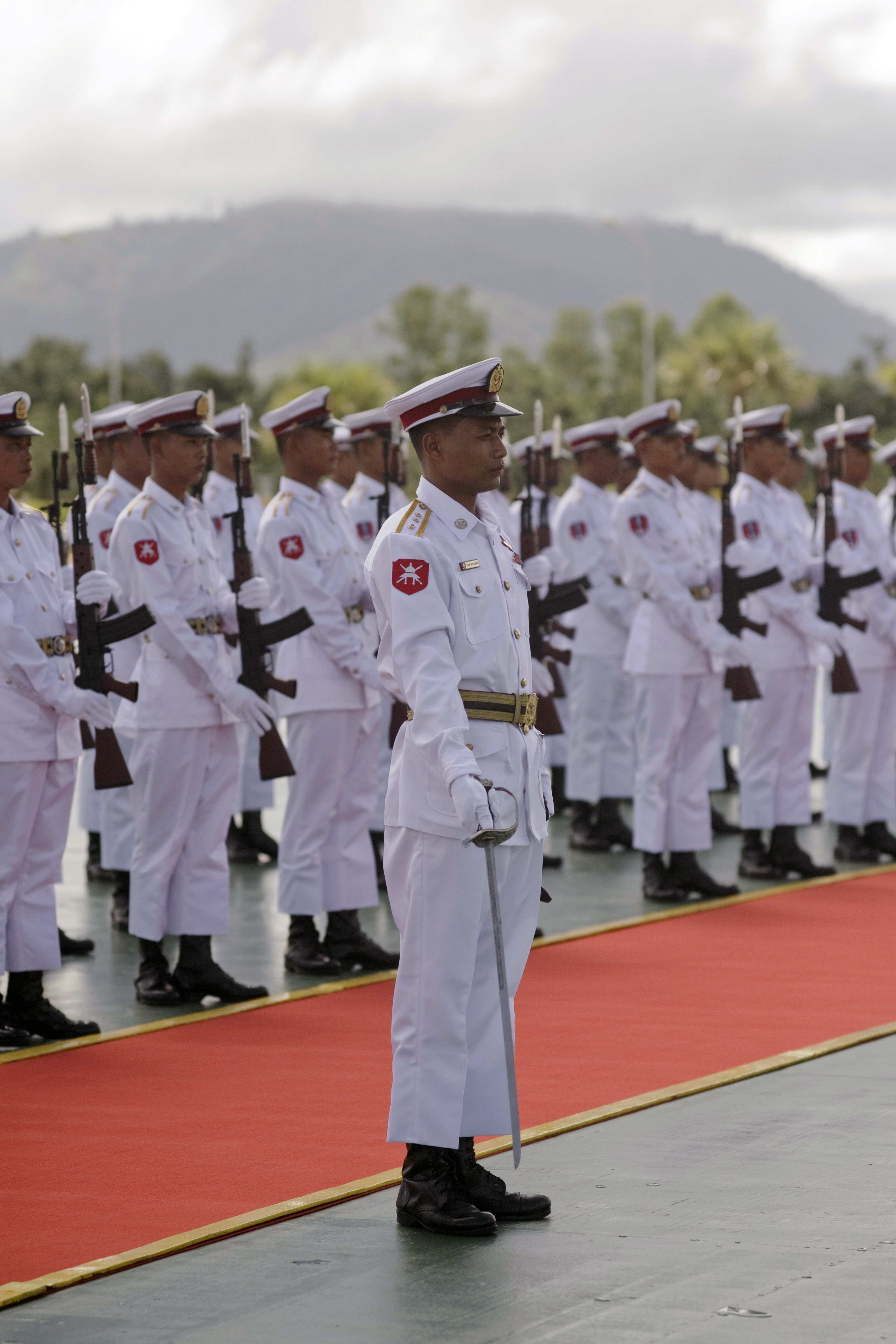
Paradeformation der myanmarischen Armee

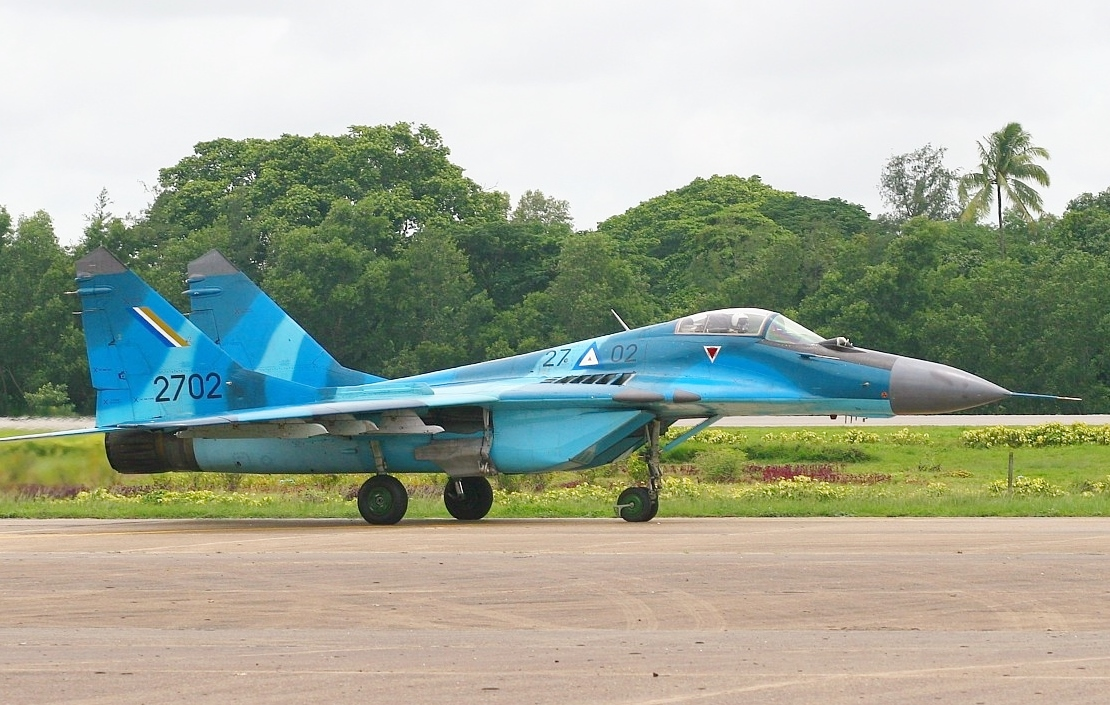
MiG-29 MRD der myanmarischen Luftwaffe

Die Streitkräfte von Myanmar, Tatmadaw (birmanisch: တပ်မတော်) genannt, spielen seit der Staatsgründung eine entscheidende politische Rolle. Sie umfassen rund 428.000 Soldaten und 72.000 paramilitärische Kräfte wie die Grenztruppen und Spezialpolizeikräfte. Der Verteidigungsetat belief sich 2017 auf etwa 1,9 Milliarden US-Dollar und entsprach 2,5 Prozent des Bruttoinlandsprodukts des Landes.

#### Militärgeschichte Birmas bzw. Myanmars
Nach dem Dritten Britisch-Birmanischen Krieg im Jahre 1885 wurde Birma vollständig von Großbritannien unterworfen und am 1. Januar 1886 Teil von Britisch-Indien. Der letzte König von Birma, Thibaw Min, wurde mit seiner Familie durch die britische Besatzung ins Exil nach Indien geschickt. Ende der 1930er Jahre wurde die britische Kolonialstreitmacht in Birma, die bisher Teil der British Indian Army gewesen war, in einer einzigen Einheit, der Birma-Armee, die aus britischen, indischen und nur einer geringeren Zahl burmesischen Soldaten bestand, zusammengefasst. Der Ausbruch des Zweiten Weltkriegs 1939 wurde von birmesischen Nationalisten als Gelegenheit gesehen, Zugeständnisse von der britischen Kolonialmacht im Gegenzug für die Unterstützung der Kriegsbemühungen zu erzwingen. Andere, darunter die antikolonialistische Thakin-Bewegung unter Kodaw Hmaing, lehnten jegliche Unterstützung für den Krieg ab und warteten bereits auf eine bevorstehende japanische Invasion, welche Birma von der britischen Herrschaft befreien sollte. Januar 1942 bis Juli 1942 wurde Birma tatsächlich von Japan erobert und der Marionettenstaat des Ba Maw errichtet. Die Burma Independence Army (BIA) war eine paramilitärische Widerstandsorganisation, die im Laufe des Feldzuges gegen die britischen Truppen an der Seite der Japaner gekämpft hatte. Unter der japanischen Besatzung wurde sie nun als Burma Defence Army (BDA) neu organisiert, ihr wurde der Status einer nationalen Armee zugewiesen. Die Verbände der BDA, die im August 1942 bis zu 18.000 Mann stark geworden war, standen unter dem Befehl der Thirty Comrades, einer Elite der birmesischen Widerstandsführer, die von den japanischen Truppen ausgebildet worden waren. Der wichtigste der Thirty Comrades war Aung San, der den militärischen Befehl über die Truppen der BDA übernahm. Er verhandelte Anfang 1945 mit den Alliierten und wechselte daraufhin die Seiten. Dennoch versuchten nach Kriegsende die Briten, ihre Kolonialherrschaft wiederherzustellen.
Bereits 1948 wurde Birma aber in die Unabhängigkeit entlassen. Seither halten bewaffnete Konflikte in verschiedenen Landesteilen an, wo ethnische Minderheiten gegen das Militär gewaltsam für mehr Autonomie oder Unabhängigkeit kämpfen. Nach einer kurzen demokratischen Phase bis 1962 wurde Birma von verschiedenen Militärregimen kontrolliert. General Ne Win war von 1962 bis 1974 als Vorsitzender des Revolutionsrates der Union Staatsoberhaupt, außerdem Premierminister; nach der Einführung einer neuen Verfassung wurde er von 1974 bis 1981 Präsident. General Saw Maung putschte sich am 18. September 1988 mit der Unterstützung Ne Wins an die Macht, entmachtete den wenige Wochen vorher vom Parlament gewählten zivilen Staatspräsidenten Maung Maung und ließ am gleichen Tag die Demonstrationen der Demokratiebewegung niederschlagen und somit die Militärherrschaft wiederherstellen. Seit April 2011 waren in Myanmar die Anfänge eines Demokratisierungsprozesses zu verzeichnen, die Macht des Militärs wurde zurückgedrängt. Im März 2016 wurde Htin Kyaw, ein enger Vertrauter der bisherigen Oppositionsführerin Aung San Suu Kyi, zum neuen Präsidenten gewählt. Aung San Suu Kyi wurde in der Folge zur Außenministerin ernannt. Im Hintergrund hat das Militär aber weiter großen Einfluss. Wer das harte Vorgehen der Armee gegen die muslimische Rohingya-Minderheit steuert, ist unklar. Die Vereinten Nationen verurteilten die Vertreibungen im September 2017 als systematisch und damit als ethnische Säuberung.
Die US-Regierung hat am 17. August 2018 vier Befehlshaber der Streitkräfte und der Grenzpolizei von Myanmar mit Sanktionen belegt. Die drei Armeekommandeure Generalleutnant Aung Kyaw Zaw, Generalmajor Maung Maung Soe und Generaloberst Min Aung Hlaing sowie der Kommandeur der Grenzpolizei San Lwin seien für „ethnische Säuberungen, Massaker, sexuelle Attacken und außergerichtliche Tötungen“ verantwortlich, die sich gegen die muslimischen Rohingya und andere Minderheiten richteten. Bereits am 26. Juni 2018 hatte auch der Rat für Auswärtige Angelegenheiten der Europäischen Union (EU) Sanktionen gegen sieben verantwortliche Generäle erlassen.

#### Heer
Das Heer Myanmars ist in 13 Regionalkommandos gegliedert und umfasst 30 Infanteriedivisionen, zehn Panzerbrigaden und sieben Artilleriebrigaden. Zu ihrer Ausrüstung zählen rund 50 Kampfpanzer vom Typ T-72 und 10 Typ 90II, rund 145 Kampfpanzer Typ 59 und Typ 69, rund 150 leichte Panzer und Radpanzer wie vom Typ EE-9 Cascavel. Die Artillerie verfügt über 324 ältere Geschütze und 36 Mehrfachraketenwerfer, überwiegend aus der Sowjetunion und China. Daneben befinden sich 30 moderne Nora B-52 aus Serbien sowie 12 SH-1-Selbstfahrlafetten aus China im Bestand. Die Luftverteidigung verwendet ältere Systeme sowjetischer Herkunft, wie etwa 2K12 Kub, S-125 Newa, 2K22 Tunguska, 9K310 Igla-1 sowie 12 KS-1 aus China.

#### Luftwaffe
Der Luftwaffe Myanmars gehören 15.000 Soldaten an, gegliedert auf acht Luftwaffenstützpunkte und sechs Luftverteidigungssektoren. Sie ist ausgerüstet mit 31 Jagdflugzeugen des chinesischen Typs Chengdu J-7, 16 Kampfflugzeugen vom Typ MiG-29, 21 NAMC Q-5 (Nanchang A-5), 16 JF-17 und weiteren Flugzeugen.

#### Marine
Die Marine Myanmars hat einen Bestand von rund 16.000 Soldaten. Sie verfügt über ein U-Boot Typ 035B (Ming-Klasse) aus China sowie ein Projekt 877EKM (Kilo-Klasse) welches von Indien erworben wurde. Dazu kommen fünf Fregatten, drei Korvetten, elf Flugkörperschnellboote sowie rund 40 Patrouillenboote. Die Überwasserschiffe stammen überwiegend aus China.

#### Myanmar Police Force
Formal gehört auch die nationale Polizei The People's Police Force seit ihrer Reorganisation 1995 zu den Streitkräften.

### Verwaltung

#### Verwaltungsgliederung
Myanmar gliedert sich in sieben Staaten, sieben Regionen und ein Unionsterritorium. Die Landesteile, die überwiegend von der größten Volksgruppe Myanmars, den Bamar, besiedelt sind, heißen Regionen (bis 2008 Divisionen), die Bereiche, die überwiegend von Minderheiten bewohnt werden, Staaten. Das Unionsterritorium umgibt die Hauptstadt des Landes.
Die Minderheiten-Staaten bilden zum überwiegenden Teil die Außengrenzen Myanmars; im Uhrzeigersinn beginnend im Südwesten:
- (1) Rakhaing (Arakan) (Hauptstadt: Sittwe)
- (2) Chin (Hauptstadt: Hakha)
- (3) Kachin (Hauptstadt: Myitkyina)
- (4) Shan (Hauptstadt: Taunggyi)
- (5) Kayah (Hauptstadt: Loi-kaw)
- (6) Kayin oder Karen (Hauptstadt: Hpa-an)
- (7) Mon (Hauptstadt: Mawlamyaing)

Von den sieben Regionen verfügen zwei über Außengrenzen auf dem Festland (eine davon liegt zusätzlich am Meer), von den übrigen fünf liegen zwei im Binnenland und drei am Meer:
- (8) Sagaing (Hauptstadt: Sagaing)
- (9) Tanintharyi (Tenasserim) (Hauptstadt: Tavoy)
- (10) Irawadi (Hauptstadt: Pathein)
- (11) Yangon (Hauptstadt: Rangun)
- (12) Bago (Pegu) (Hauptstadt: Bago)
- (13) Magwe (Hauptstadt: Magwe)
- (14) Mandalay (Hauptstadt: Mandalay)

Das 2010 eingerichtete Unionsterritorium liegt zentral in Myanmar um die Hauptstadt des Landes:
- (15) Naypyidaw (Hauptstadt: Naypyidaw)

Die Staaten und Regionen sind weiter untergliedert in Distrikte und Gemeinden.

#### Hauptstadt
Hauptstadt war bis November 2005 Rangun, die größte Stadt des Landes. Ab Dezember 2005 wurden die Regierungsbehörden in eine neue Hauptstadt westlich der Kleinstadt Pyinmana verlegt, ungefähr 320 km nördlich von Rangun gelegen. Am 6. Februar 2006 war der Umzug sämtlicher Ministerien offiziell abgeschlossen. Die neue Hauptstadt bekam am 22. März 2006 den Namen Naypyidaw („Heimstatt der Könige“). Es wird behauptet, dass die Regierung die Hauptstadt vor allem aus Angst vor Aufständen in der Großstadt Rangun erbauen ließ. Mehr als zehn Jahre nach der Ernennung zur Hauptstadt Myanmars gleicht Naypyidaw in weiten Teilen immer noch einer Geisterstadt.

## Wirtschaft

### Rahmenbedingungen

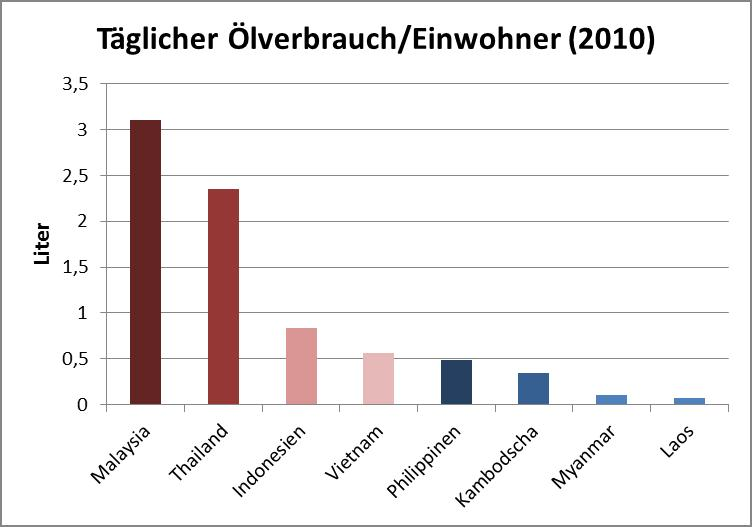
Täglicher Ölverbrauch einiger Länder in Südostasien, Liter pro Tag/Einwohner

Mit einem Bruttoinlandsprodukt von 1.190 USD (2023) pro Einwohner gehört Myanmar zu den ärmeren Ländern der Welt, wächst allerdings seit der wirtschaftlichen Öffnung des Landes schnell. 70 % der Beschäftigten arbeiten in der Landwirtschaft; in ihr werden 43 % des BIP erzeugt, während die Industrie 20 % und der Dienstleistungssektor 37 % beitragen. Vor der Diktatur stand das Land wirtschaftlich sehr gut da und wurde auch „Kornkammer Südostasiens“ genannt, bekannt auch als Kupfer- und Edelsteinlieferant.
Durch die politische Öffnung Myanmars werden ausländische Firmen wie Nissan oder Coca-Cola angezogen. Zuvor war Myanmar stark isoliert.
Der Index für wirtschaftliche Freiheit 2024 des Landes war der 167 höchste von 176 Ländern.

#### Wirtschaftslage
Myanmar kämpfte lange Zeit mit einer starken Inflation; die einheimische Währung Kyat verlor im Zeitraum von 1990 bis 2001 durchschnittlich 34,6 % pro Jahr an Wert; in den Jahren 2002/03 beschleunigte sich die Inflationsrate auf durchschnittlich 46,9 %. Durch die wirtschaftliche Öffnung des Landes durch die Regierung konnte die Inflation drastisch gesenkt werden. Im Jahr 2009 betrug sie nur circa 1,5 %, für 2010 wuchs sie jedoch erneut auf 9,6 % an. 2014 betrug die Inflation etwa 5,9 %, im Jahr 2015 etwa 11,5 %. Der inoffizielle Wechselkurs zum US-Dollar spiegelt dies eindrücklich wider: Bis 2007 stieg der Preis für 1 US-Dollar auf 1.300 Kyat, während er 2010 im Mittel unter 1000 Kyat sank. Ende Juli 2011 lag er gar bei 785 Kyat/US-Dollar.
Ein großes Problem des Staates ist der hohe Grad an Korruption. Ein anderes großes Problem sind die exorbitanten Ausgaben für Militär, Polizei und Geheimdienste, die seit Jahren über 50 % des Staatsbudgets ausmachen.
Steigende Lebensmittel- und Treibstoffpreise und die Willkürherrschaft des Regimes sorgen bei den Einwohnern für große Unzufriedenheit, die sich zumeist hinter vorgehaltener Hand, aber auch öffentlich äußert. Stromausfälle sind recht häufig.
| Jahr                                    | 2010  | 2015  | 2016  | 2017  | 2018  | 2019  | 2020   | 2021    | 2022   | 2023   |
| --------------------------------------- | ----- | ----- | ----- | ----- | ----- | ----- | ------ | ------- | ------ | ------ |
| BIP in Mrd. USD (Kaufkraftparität)      | 127,5 | 195,1 | 209,5 | 225,6 | 270,0 | 300,2 | 310,8  | 251,0   | 258,3  | 274,3  |
| BIP pro Kopf in USD (Kaufkraftparität)  | 2.594 | 3.810 | 4.058 | 4.334 | 5.149 | 5.681 | 5.843  | 4.688   | 4.793  | 5.061  |
| BIP-Wachstum (real)                     | 5,2 % | 7,5 % | 6,4 % | 5,8 % | 6,4 % | 6,8 % | −1,2 % | −10,5 % | −4,0 % | 2,5 %  |
| Inflation (in Prozent)                  | 5,9 % | 7,3 % | 9,1 % | 4,6 % | 5,9 % | 8,6 % | 5,7 %  | 3,6 %   | 18,4 % | 27,1 % |
| Staatsverschuldung (in Prozent des BIP) | 56 %  | 36 %  | 38 %  | 40 %  | 40 %  | 39 %  | 41 %   | 61 %    | 62 %   | 60 %   |

#### Außenwirtschaft
Die Handelsbilanz war für das Jahr 2010 mit Importen im Wert von 4,532 Milliarden US$ und Exporten im Wert von 7,841 Milliarden Euro stark positiv. Beide Werte sind tatsächlich weitaus höher, da über die Grenzen zu Thailand, China, Indien und Bangladesch im großen Stil geschmuggelt wird. Wichtigste Exportgüter sind Erdgas sowie land- und forstwirtschaftliche Erzeugnisse, während die Importe zu einem großen Teil aus Konsumgütern, Halbfertigwaren und Investitionsgütern bestehen. Aus dem Land geschmuggelt werden vor allem Drogen, Edelsteine, Holz und Reis, während ins Land vornehmlich Konsumgüter und Treibstoff gelangen. Eine ganze Reihe europäischer und amerikanischer Firmen haben sich wegen zu schlechter wirtschaftlicher Aussichten, wegen übertriebener Bürokratie oder der Menschenrechtslage aus Myanmar wieder zurückgezogen; dagegen expandieren besonders Firmen aus Japan, Korea, Singapur und China im Land.
Fast die Hälfte der Exporte geht nach Thailand (46,6 %); nächstkleinere Handelspartner sind Indien (12,9 %), China (9 %) und Japan (5,6 %). Größte Importländer dagegen sind China (33,1 %), Thailand (26,3 %) und Singapur (15,2 %). Der größte Importeur myanmarischer Waren in Europa ist Deutschland (Stand 2006: 102 Millionen Euro). Der Export nach Birma lag bei 32 Millionen Euro, was nach Meinung des Auswärtigen Amtes mit den schlechten wirtschaftlichen und politischen Bedingungen im Land zusammenhängt. Der Ostasiatische Verein, eine deutsche Unternehmerorganisation, ist seit 1997 in Rangun vertreten und plant eine Steigerung der unternehmerischen Aktivitäten.

##### Wirtschaftliche Verbindungen mit China
Myanmar dient China als Transferroute für den Erdöl- und Erdgastransport aus dem Nahen und Mittleren Osten sowie als Lieferant von Strom. Dabei besitzt das Land eine gehobene Relevanz für die chinesische Energiesicherheit, da über den Landweg die verwundbare Malakka-Straße zumindest zu einem Teil umgangen werden kann. Allein seit März 2010 wurden Investitionen der Volksrepublik China von knapp 8,2 Mrd. US-$ beschlossen, wovon rund 3,6 Mrd. US-$ auf den Bau des Myitsone-Wasserkraftprojekts im Kachin-Staat entfallen. Letzterer wurde 2011 unilateral von der Regierung Myanmars ausgesetzt, was zu einer deutlichen Abkühlung der bilateralen Beziehungen führte.
In der Bevölkerung Myanmars wird das chinesische Engagement als bedrohlich und ausbeuterisch angesehen. Es kursieren Berichte über Ausbeutung, Enteignungen, Zerstörung der lokalen Infrastruktur sowie Missachtung des Umweltschutzes, so dass in vielen Gegenden des Landes eine anti-chinesische Stimmung herrscht. Viele der reichsten Unternehmer in Myanmar sind chinesischer Abstammung, was bei den einheimischen Unternehmern auf Missfallen stößt.

#### Schattenwirtschaft
Drogenwirtschaft
An der Grenze zu Laos und Thailand hat Myanmar Anteil am sogenannten Goldenen Dreieck, in dem Schlafmohn angebaut wird, um aus ihm Opium zur Heroinproduktion zu gewinnen. Die Bedeutung Myanmars als Lieferant für den weltweiten Heroinmarkt ist zuletzt (2010) durch große Ernteausfälle und den dadurch bedingten Rückgang der Drogenproduktion in Afghanistan und eine Vergrößerung der Anbauflächen wieder gestiegen. Myanmar nimmt in der Welt eine Spitzenposition bei der Produktion von Amphetaminen ein, die auf chemischem Weg leichter, billiger und von der Witterung unabhängiger als Mohn produziert werden können. Sie werden in schwer auffindbaren Dschungel-Fabriken tonnenweise hergestellt und vor allem über Thailand und China in die ganze Welt exportiert. Teilweise sollen die Regierungsvertreter daran mitverdienen, indem mit den involvierten aufständischen Ethnien Waffenstillstände gegen Beteiligungen an den Einnahmen aus dem Drogenhandel ausgehandelt wurden.
Im März 2011 kam es im Grenzgebiet zu Thailand zu einem schweren Erdbeben (→ Erdbeben in Myanmar 2011). Das Militär hinderte ausländische Hilfskräfte daran, bis an den Ort des Epizentrums zu gelangen, was offensichtlich deswegen geschah, um Ausländern keinen Einblick in die Drogengeschäfte der Armee zu gewähren. Viele Bauern werden zum Opium-Anbau gezwungen. Es gibt andere Gegenden, in denen nicht das Militär das Sagen hat, sondern einzelne Rebellengruppen. Dort kontrollieren diese den Drogenanbau.
Wildereiwirtschaft
Auf Wildtiermärkten in Myanmar wird mit Elfenbein-, Nashorn- und Tigerprodukten gehandelt. Myanmar ist Transit- und Herkunftsland illegaler Wildereiprodukte bedrohter Tierarten.
Illegale Arbeit
Illegale Arbeit im benachbarten Thailand ist eine weitere inoffizielle Einkommensquelle. Insbesondere finden Menschen aus Myanmar im Grenzgebiet zu Thailand niedrig entlohnte Arbeit.

#### Staatshaushalt
Der Staatshaushalt umfasste 2015 Ausgaben von umgerechnet 4,47 Mrd. US-Dollar, dem standen Einnahmen von umgerechnet 2,68 Mrd. US-Dollar gegenüber. Daraus ergibt sich ein Haushaltsdefizit in Höhe von 2,7 % des BIP. Für das Gesundheitssystem gab der Staat 2,3 % des BIP aus (2014).
Die Staatsverschuldung betrug 2016 23,7 Mrd. US-Dollar und damit noch 35,8 % des BIP. Gegenüber dem Jahr 2004 (63,2 %) konnte sie damit stark abgebaut werden.
2020 betrug der Anteil der Staatsausgaben (in % des BIP) folgender Bereiche:
- Gesundheit: 3,7 %
- Bildung: 2,1 % (2019)
- Militär: 3,9 % (2023)

### Energiewirtschaft
Laut Weltbank verfügte im Jahr 2018 nur jeder dritte Einwohner Myanmars über einen Stromanschluss.
Die installierte Leistung der Kraftwerke in Myanmar lag im Jahre 2010 bei 3045 MW und 2013 bei 3735 MW, davon entfielen auf Wasserkraftwerke 2780 MW (74 %). Es gibt Schätzungen, dass das Wasserkraftpotential der vier größten Flüsse in Myanmar – Irrawaddy, Thanlwin, Chindwin und Sittaung – bei 100.000 MW liegt. Die Regierung Myanmars hat daher ehrgeizige Pläne, dieses Potential auch auszuschöpfen. Allerdings ist der aktuelle Status bei verschiedenen Projekten unklar, wie z. B. bei der Myitsone-Talsperre oder der Tasang-Talsperre.

### Bodenschätze
In Myanmar werden hochwertige Jade und Edelsteine gefördert. Berühmt sind die Taubenblut-Rubine aus den Minen in der Nähe der Stadt Mogok. Dort kommen auch Spinell, Saphir und einige andere Minerale und Edelsteine in hervorragender Qualität vor. Einzigartig ist das Vorkommen von Painit. Gold wird ebenfalls gewaschen, wobei eine beträchtliche Menge davon von Pilgern in Form von hauchdünnen Blättchen auf Zedis (Stupas), Buddha-Statuen und den Goldenen Felsen geklebt wird.
Zudem fördert Myanmar täglich etwa 20.000 Barrel Erdöl (Stand 2014) sowie jährlich 13,1 Milliarden Kubikmeter Erdgas (2013). 25.000 Barrel Erdölprodukte wurden täglich verbraucht (2013) und rund 8.500 Barrel Erdölprodukte täglich importiert (2012). Die Ausbeutung und Weiterverarbeitung wird einerseits von der staatlichen Ölgesellschaft MOGE (Myanmar Oil and Gas Enterprise) vorgenommen und andererseits von ausländischen Ölkonzernen wie den französischen Konzernen Total und Elf sowie Texaco, Unocal, Amoco, British Premier of UK, Nippon Oil. Total baut mit Unocal eine Gaspipeline von Myanmar nach Thailand. Zwei Milliarden Dollar sollen dafür veranschlagt sein.
In den zwei Jahren seit dem Putsch der Junta im Februar 2021 sollen einige der weltgrößten Öl- und Gasdienstleistungsunternehmen weiterhin Millionen von Dollar mit Geschäften verdient haben, die das Militärregime stützten. Dies hätten Steuerunterlagen ergeben, die der Guardian einsehen konnte. Nach Angaben des Sonderberichterstatters der Vereinten Nationen für Myanmar begehe das Regime täglich Kriegsverbrechen und Verbrechen gegen die Menschlichkeit.

### Tourismus

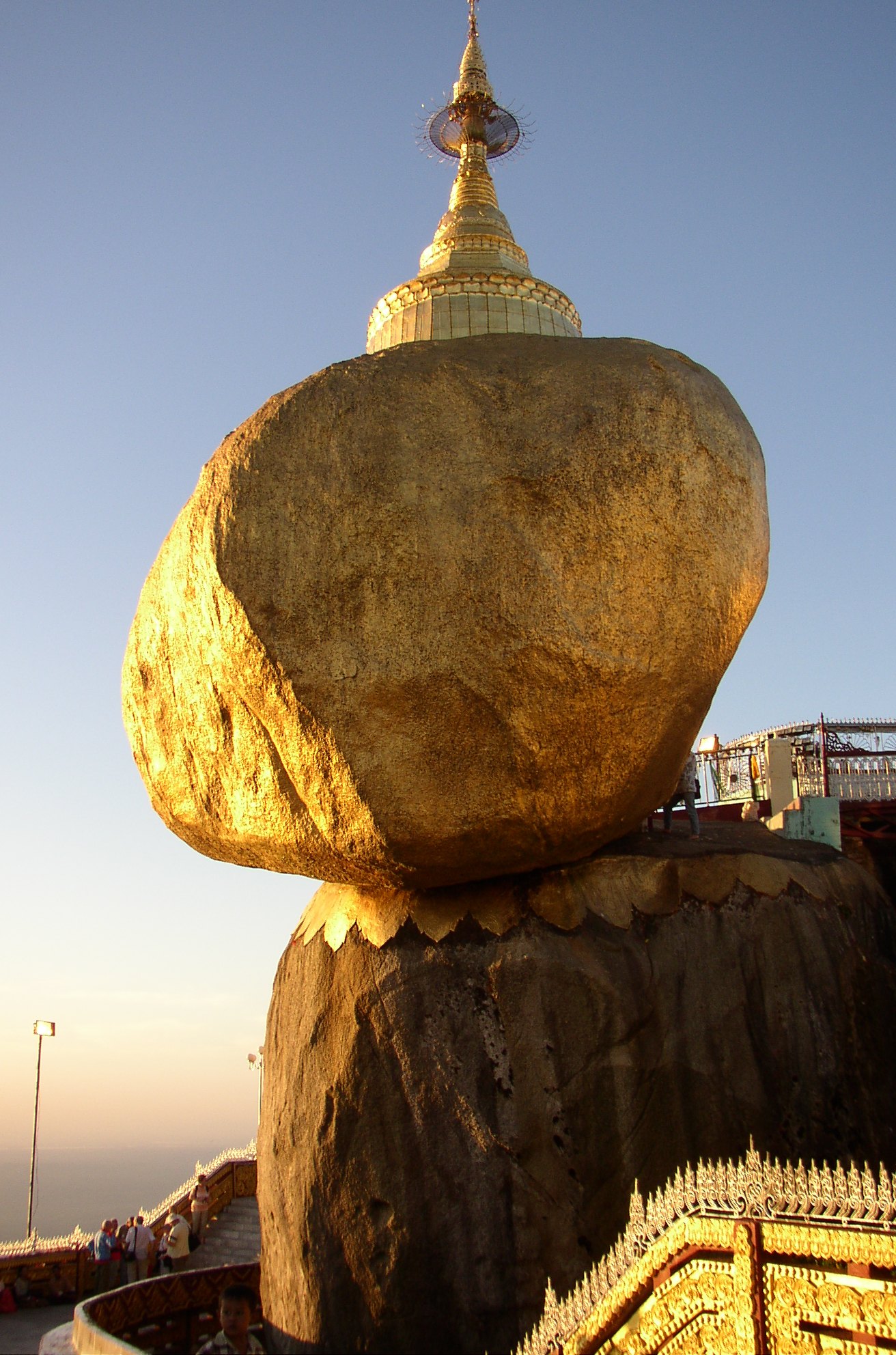
Der Goldene Fels

Myanmar bietet ein großes Angebot an Sehenswürdigkeiten. Der Shwedagon-Stupa in der früheren Hauptstadt Rangun ist der größte und vermutlich wertvollste Stupa der Welt. Er ist vom Sockel bis zur Turmspitze mit Gold bedeckt.

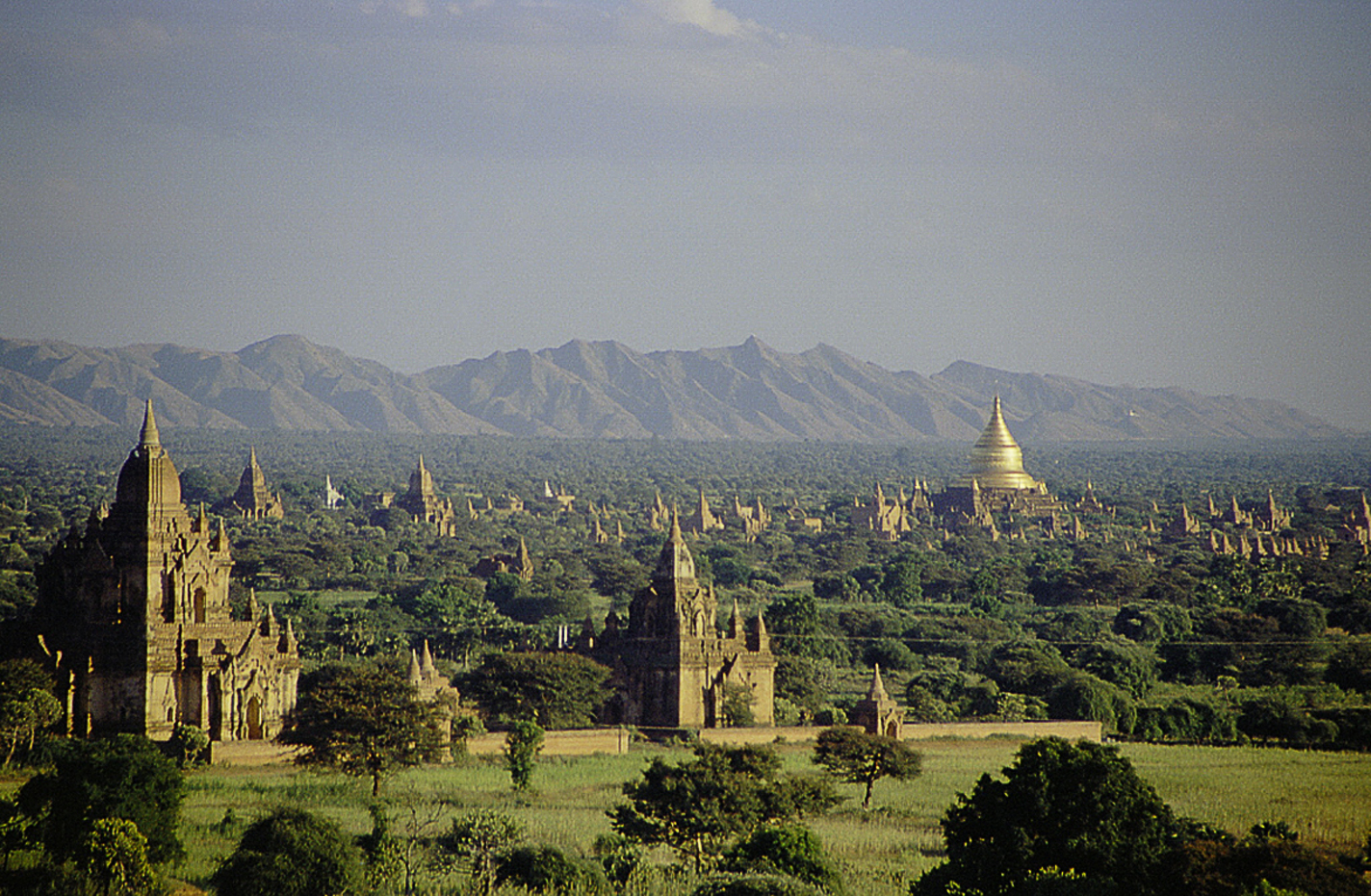
Ruinen der alten Hauptstadt in Bagan

Weitere Hauptattraktionen des Landes sind die weitläufigen Anlagen der alten Hauptstadt Bagan im Distrikt Nyaung U mit über 2000 Sakralbauten aus vier Jahrhunderten, der Goldene Fels bei Kyaikto im Mon-Staat, der Inle-See mit den schwimmenden Gärten, die Stadt Mandalay als kulturelles Zentrum mit vielen Sehenswürdigkeiten auch in ihrer Umgebung. Eine davon ist die zweitschwerste freihängende läutbare Glocke der Welt, die Mingun-Glocke. Sie wurde 1808 auf Veranlassung König Bodawpayas angefertigt. Der im Westen gelegene Rakhaing-Staat besitzt den Strand von Ngapali, der für Urlauber eines der beliebtesten Reiseziele ist.
Bekamen Touristen früher nur Visa für maximal eine Woche, so öffnete sich das Land vor einigen Jahren aus wirtschaftlichem Druck und wirbt zunehmend für den Devisen bringenden Tourismus. Dafür wurden Flughäfen und Straßen mithilfe von Zwangsarbeitern ausgebaut. Viele Menschenrechtsorganisationen und tourismuskritische Vereinigungen (beispielsweise Tourism Concern) riefen Touristen jedoch lange zum Boykott des Landes auf, da diese ihrer Ansicht nach durch Reisen nach Myanmar das Militärregime unterstützten und ihre Devisen nicht bei der Bevölkerung ankämen. Andere regierungsunabhängige Institutionen in Myanmar dagegen warnen vor einem Boykott, da viele Arbeitsplätze z. B. bei Hotels, Airlines, Restaurants und Souvenirgeschäften vom Tourismus abhängen. Auch sind Touristen eine wichtige Quelle unabhängiger Informationen, die sonst kaum den Weg in und aus dem Land finden.
In den vergangenen Jahren verzeichnete das Land einen starken Zuwachs der Besucherzahlen. In den Jahren 2007 und 2008 besuchten insgesamt 220.000 Touristen Myanmar, 2012 waren es bereits eine Million, 2013 zwei Millionen und im Jahr 2014 über drei Millionen Reisende. Für das Jahr 2015 hatten sich die Tourismusverantwortlichen das Ziel von fünf Millionen Besuchern gesetzt. Dieser Wert wurde mit 4,7 Millionen annähernd erreicht. 2019 waren es 4,4 Millionen Touristen.

### Der Konzern Asia World
Die Firma Asia World ist der größte Konzern in Myanmar. Er ist in den Bereichen Infrastruktur, Energie, Bau und Transport sowie Import und Export aktiv. Außerdem gehört ihm eine Kette von Supermärkten. Ungefähr die Hälfte aller Investitionen in Myanmar stammen aus Unternehmen, die zu diesem Konzern gehören. Asia World erhielt den Zuschlag bei vielen sino-burmesischen Großprojekten im Land (Tiefseehafen in Kyaukpyu, Erdölpipeline, Dammprojekte).
Asia World gehört Htun Myint Naing, besser bekannt unter dem Namen Steven Law, der aus der Familie eines Drogenbarons stammt und als reichster Mann Myanmars gilt. Steven Law steht, neben verschiedenen anderen, dem Militär nahestehenden Personen, seit 2008 unter US-amerikanischen Sanktionen. Im Mai 2016 wurden die US-Sanktionen gegen Steven Law verschärft.

## Infrastruktur

### Schienenverkehr
Der Ursprung des fast ausschließlich in der Meterspur errichteten Eisenbahnnetzes geht auf die britische Kolonialzeit zurück. Die erste Eisenbahnlinie wurde 1869 zwischen Rangun und dem nordwestlich gelegenen Letpadan eröffnet. 1889 folgte die Linie von Rangun nach Mandalay, die später noch weiter nordwärts bis Myitkyina verlängert wurde. Im Zweiten Weltkrieg ließen die Japaner von Kriegsgefangenen die sogenannte Todeseisenbahn von Thanbyuzayat nach Thailand errichten. Diese Strecke erlangte durch den Film Die Brücke am Kwai große Berühmtheit. Sie wurde aber bereits kurz nach Ende des Krieges demontiert. Heute hat das Streckennetz eine Länge von 5031 km (Stand 2008). Grenzüberschreitende Linien existieren nicht. Rückgrat des Netzes ist die von Mawlamyaing über Rangun und Mandalay nach Myitkyina verlaufende Nord-Süd-Strecke. Innerhalb dieser Strecke kommt dem 622 km langen Abschnitt zwischen Rangun und Mandalay eine besondere Bedeutung zu, die sich unter anderem in seinem teilweise zweigleisigen Ausbau und dem Einsatz moderner und auch nach westlichen Gesichtspunkten komfortabler Expresszüge ausdrückt. Von der Nord-Süd-Strecke führen Stichstrecken unter anderem nach Lashio, Shwenyaung, Bagan und Pyay.

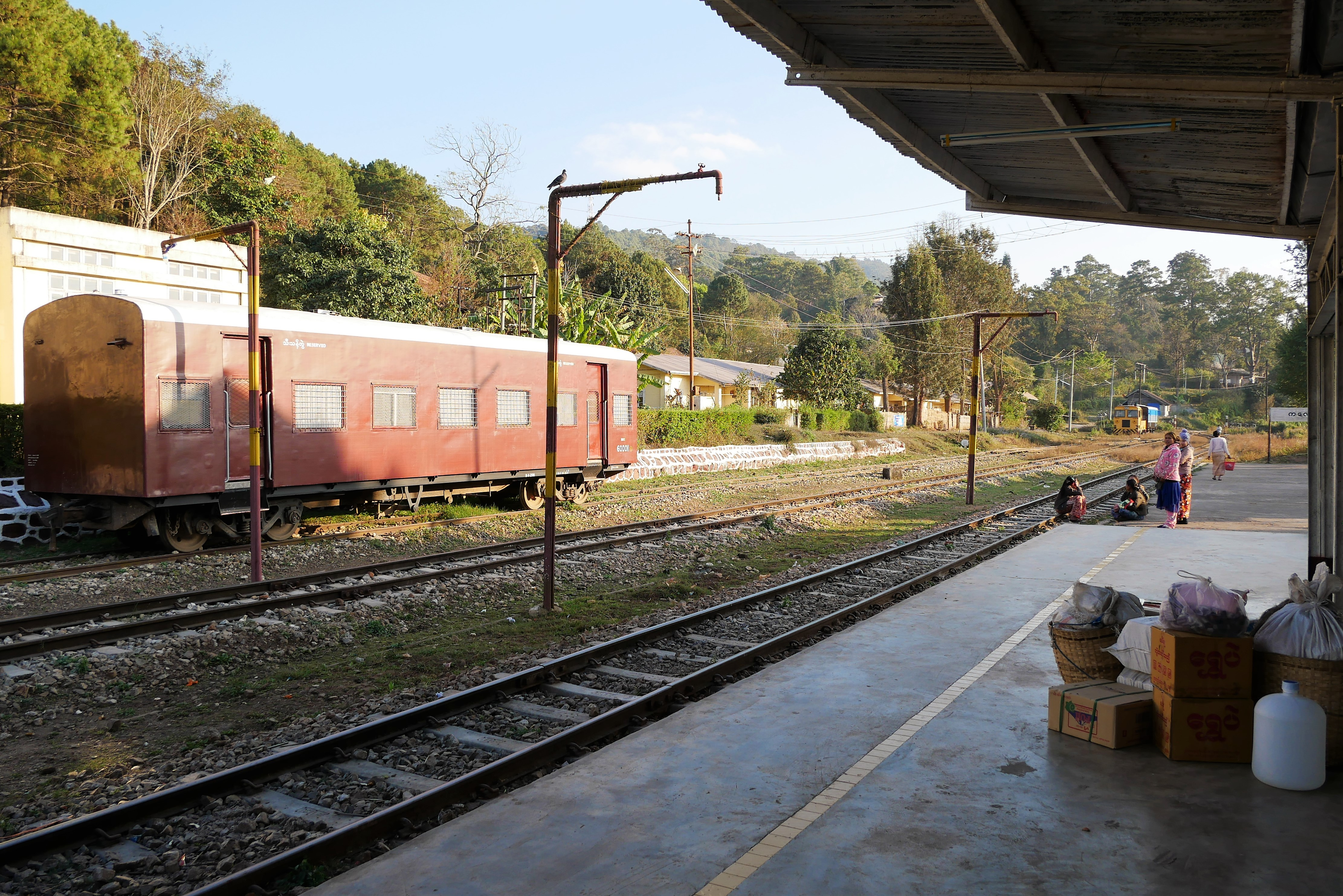
Bahnhof in Kalaw
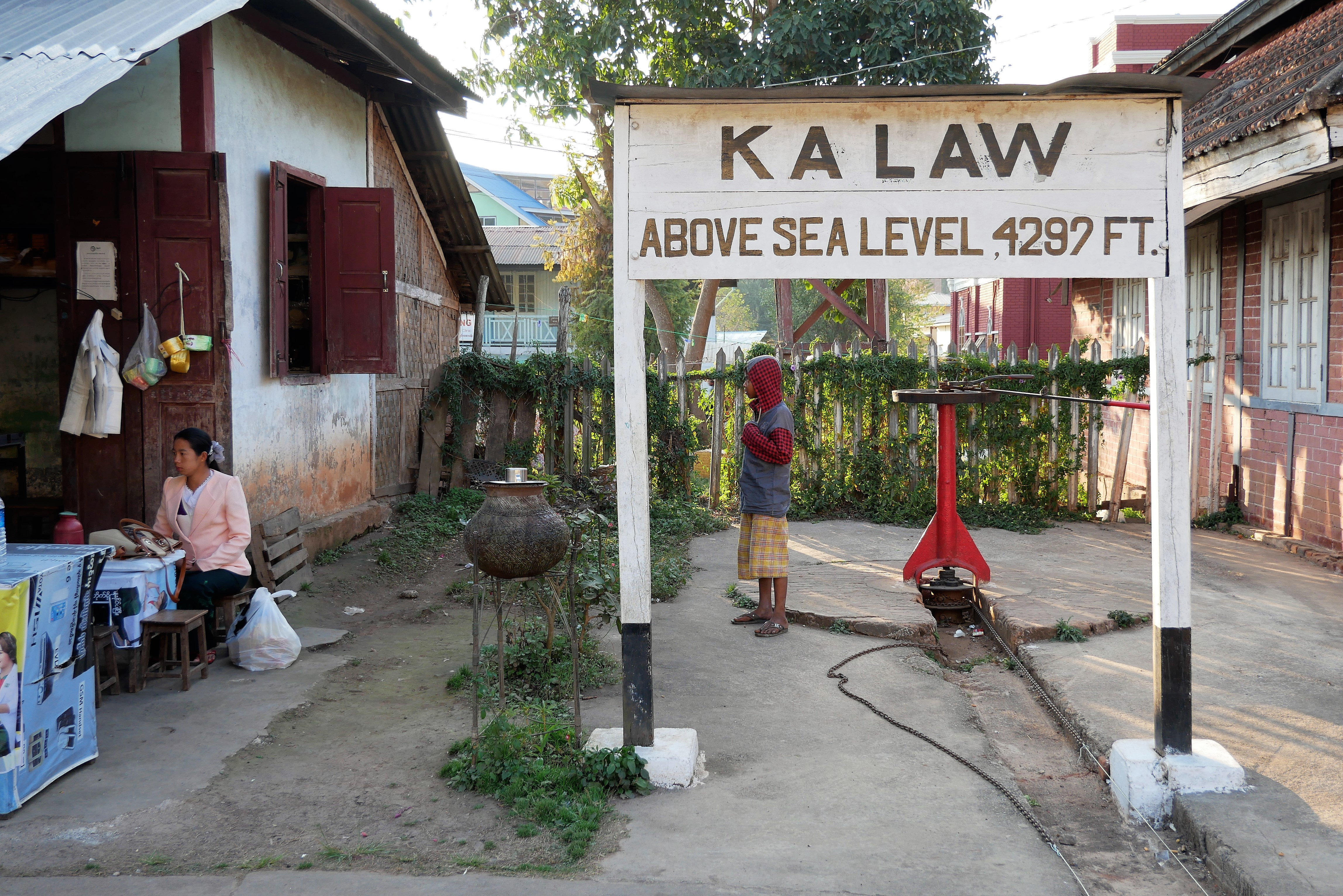
Bahnhof in Kalaw
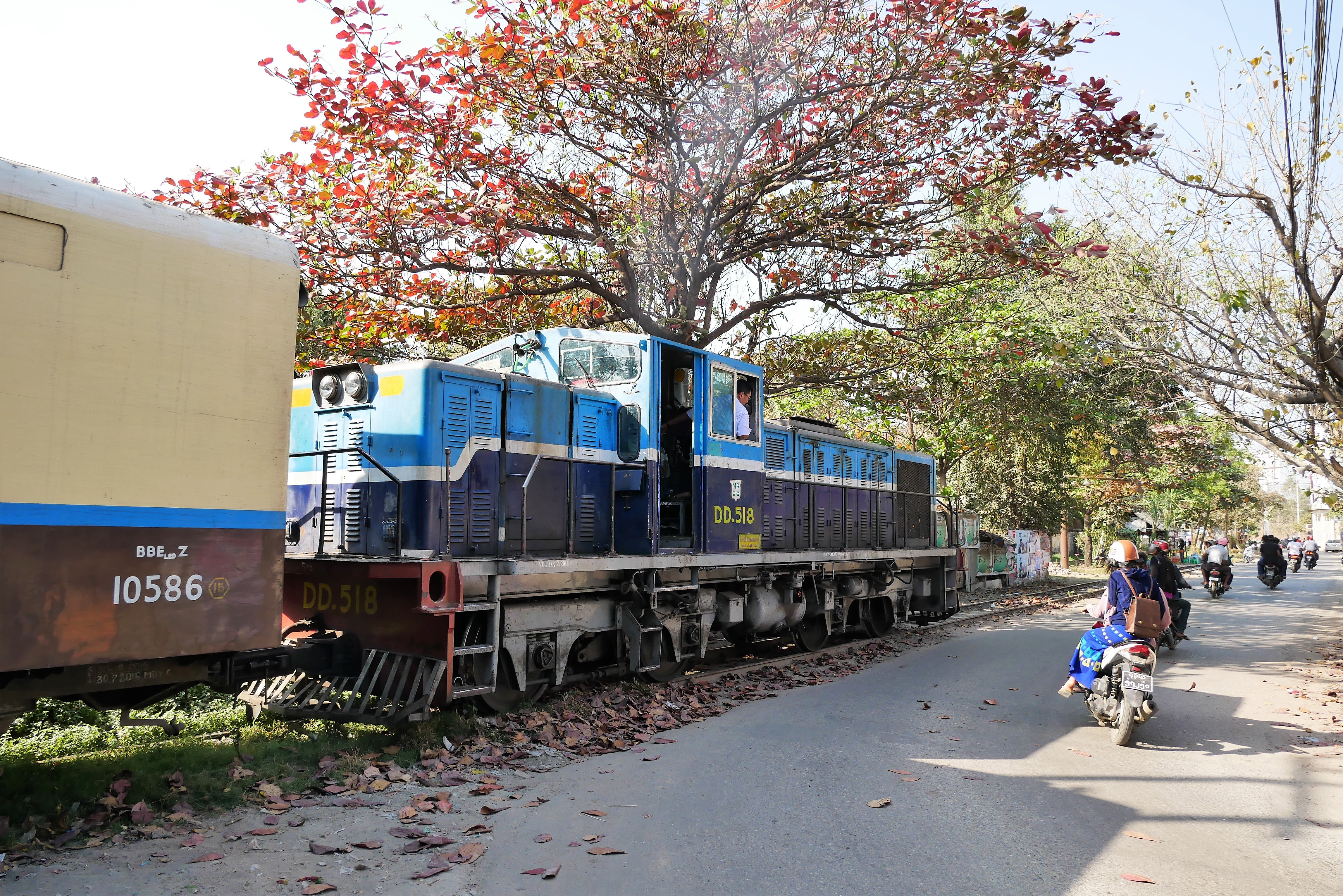
Zug in der Innenstadt von Mandalay
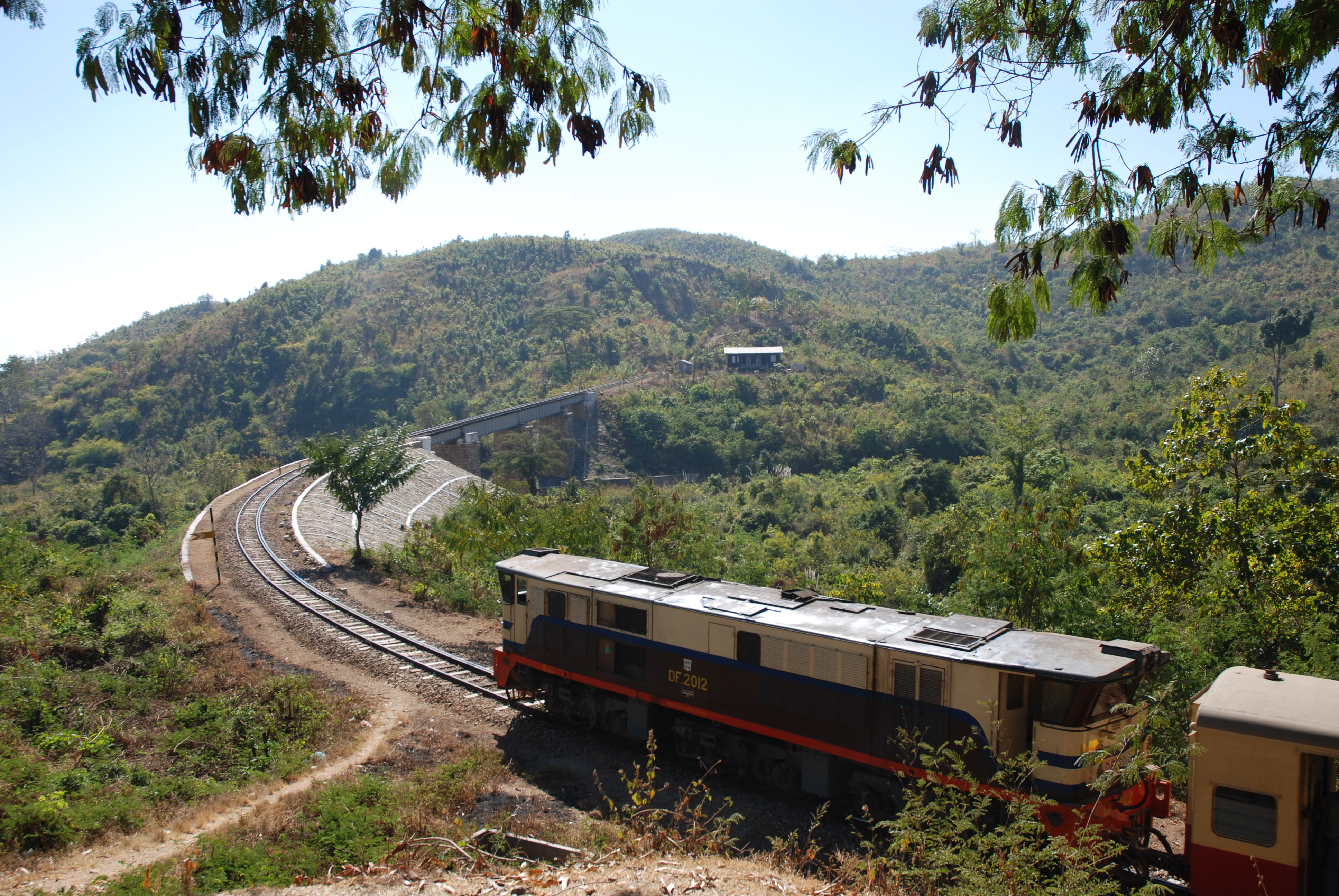
Kreiskehrschleife der Linie Thazi-Taunggyi

Fehlende Investitionen haben zum Verschleiß der Strecken geführt, so dass diese sich heute weitgehend in einem schlechten Zustand befinden. Der Verkehr wird von der staatlichen Gesellschaft Myanma Railways mit Diesellokomotiven abgewickelt. Dampflokomotiven wurden außerordentlich lange, bis etwa 2005 in großer Zahl eingesetzt. Die eingesetzten Züge erreichen oftmals nur Reisegeschwindigkeiten von 30 km/h oder weniger. Selbst die zwischen Rangun und Mandalay verkehrenden Expresszüge benötigen für die 622 km etwa 16 Stunden. Fahrpläne existieren zwar, sie sind aber für den täglichen Betriebsablauf kaum von Bedeutung, da Verspätungen von bis zu mehreren Stunden aufgrund des mangelhaften Streckenzustandes und wegen Unfällen an der Tagesordnung sind. Ebenso kommen aber auch Abfahrten mehrere Stunden vor dem Plan vor. Bei großen Verspätungen lässt die Bahngesellschaft auch schon einmal Züge ausfallen, um die Wagen- und Lokumläufe wieder zu ordnen. Angesichts einer Netzlänge von fast 4000 km ist die Zahl der täglich eingesetzten Zugpaare mit etwa 100 vergleichsweise gering.
Myanma Railways hat seit 1988 folgende wichtige Strecken gebaut:
- 199200000 Shwenyaung – Yauksauk (westlicher Shan-Staat (60,3 km))
- 199300000 Aungban – Loi-kaw (164 km) (Kayah-Staat-Verbindung)
- 1994–2006 Chaung-U – Pakokku – Kalaymyo (406 km) (Chin-Staat-Verbindung)
- 1995–1998 Ye – Tavoy (177 km) (Tanintharyi-Region-Verbindung)
- 1997–2003 Shwenyaung – Taunggyi – Mongne (Süd-Shan-Staat-Verbindung)
- 199800000 Pyay – Aunglan – Satthwa (Magwe-Region) (145,4 km)
- 201000000 Mong Nai – Keng Tung (Ost-Shan-Staat-Verbindung) (227,6 km)

Zurzeit sind die Strecken Kyangin (nördl. Irawadi-Region) – Pakokku (515 km) und Kathar – Bhamo (152 km) (Sagaing-Region – Kachin-Staat – Volksrepublik-China-Verbindung) im Bau.
Zum Zustand und Betrieb der Eisenbahn siehe die Reiseberichte.

### Straßenverkehr
Der Straßenverkehr hat sich in Myanmar zum wichtigsten Verkehrsträger entwickelt. Das Straßennetz ist insgesamt 34.377 km lang (Stand 2010), davon sind 358 km Autobahnen. In Myanmar herrscht seit 1970 Rechtsverkehr. Nur ein geringer Anteil des Straßennetzes ist asphaltiert. Der Straßenverkehr wird oft durch die schwierigen klimatischen Verhältnisse behindert. Während der Regenzeit werden zahlreiche Straßen unterspült, in der Trockenzeit weicht die Hitze den Asphalt auf.

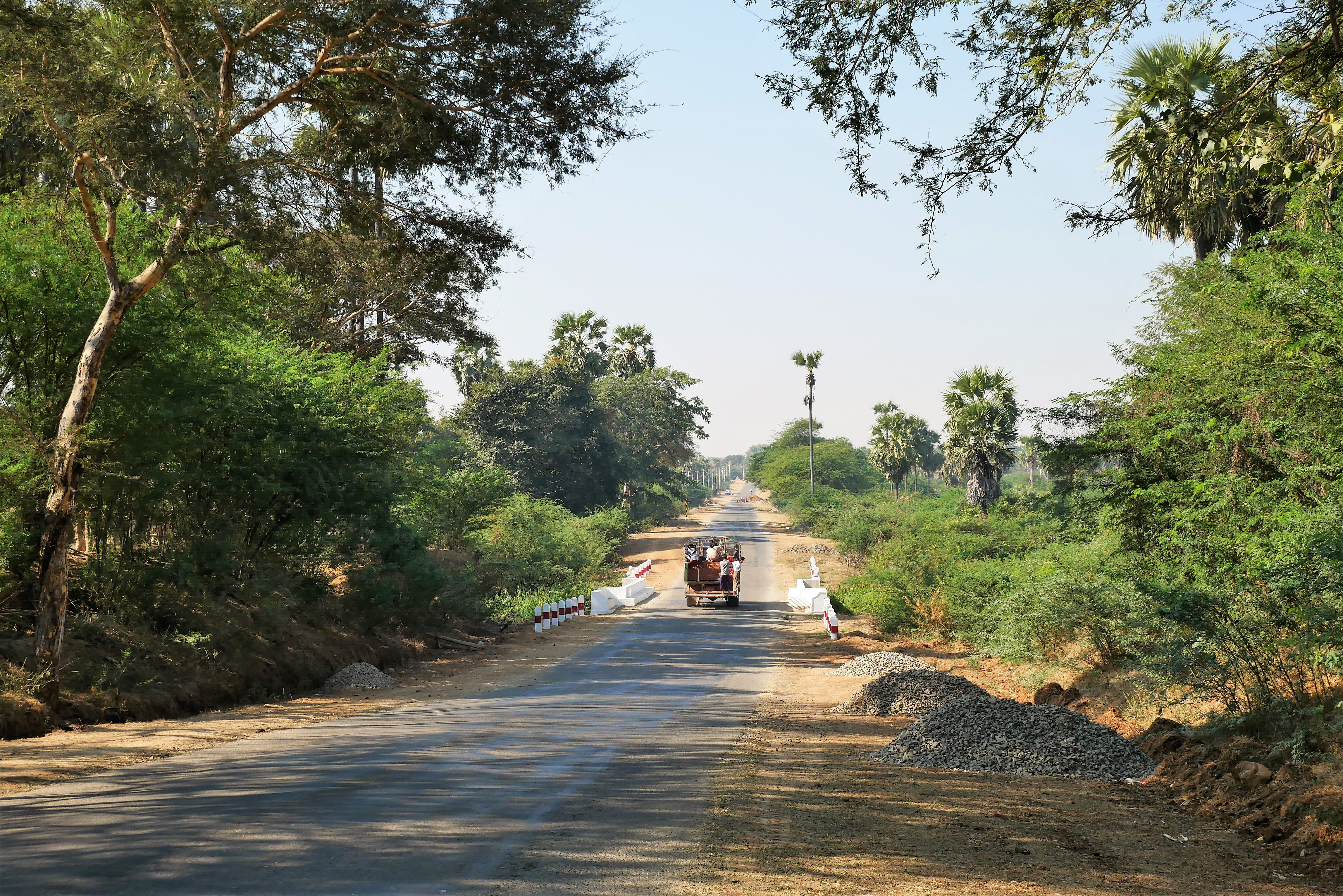
Straße von Myingyan nach Mount Popa
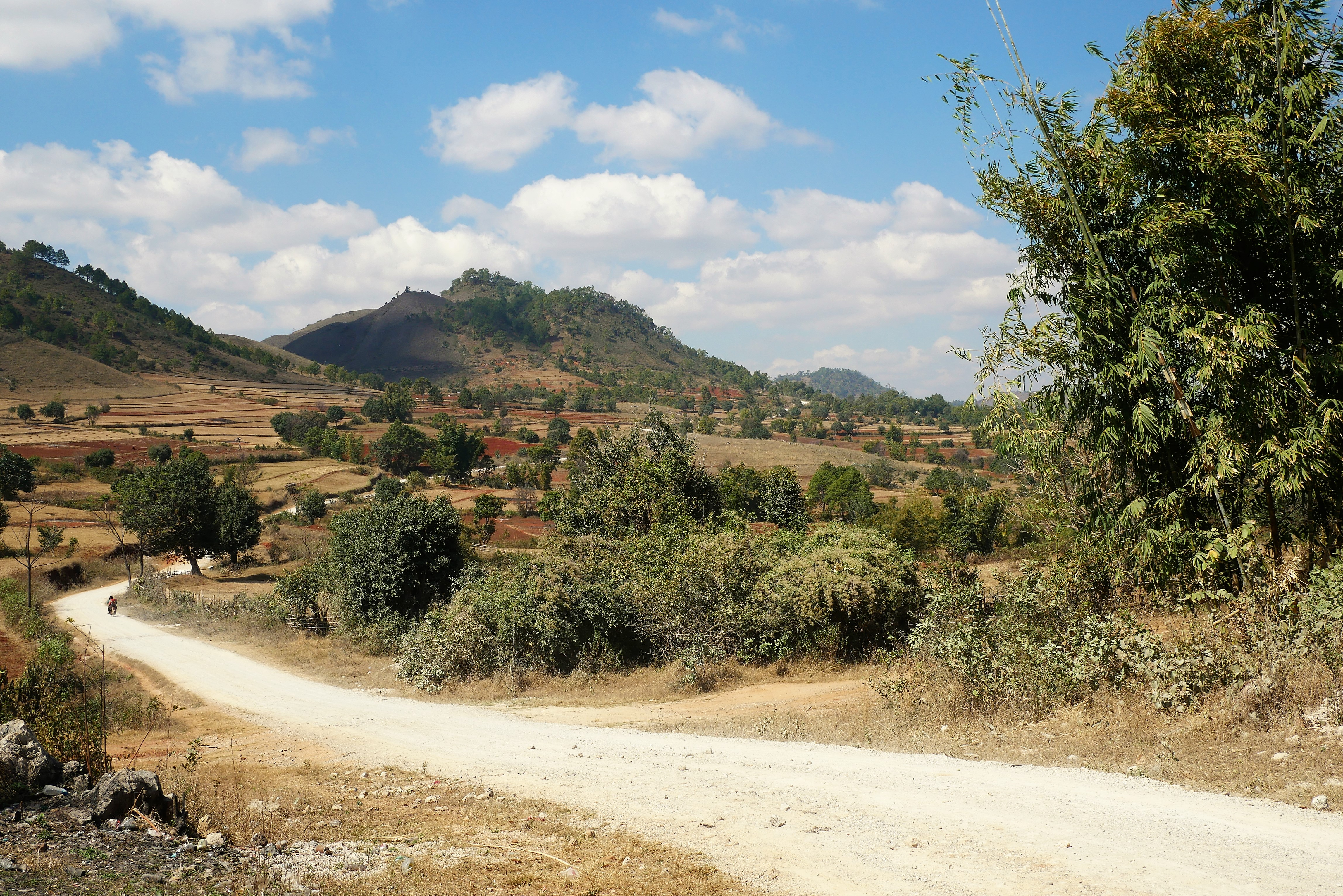
Unasphaltierte Straße im Shan-Staat
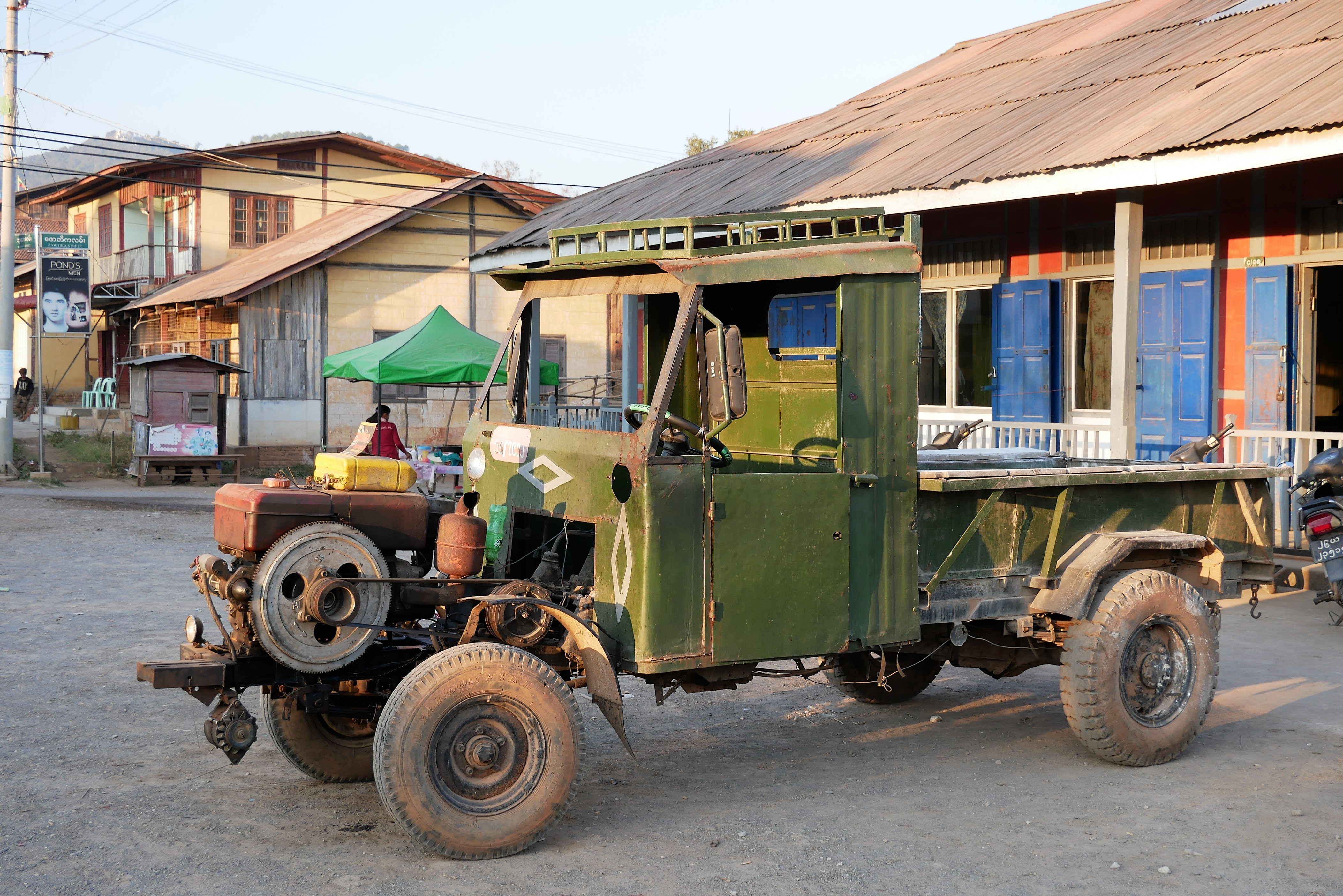
Typisches Vehikel in Myanmar
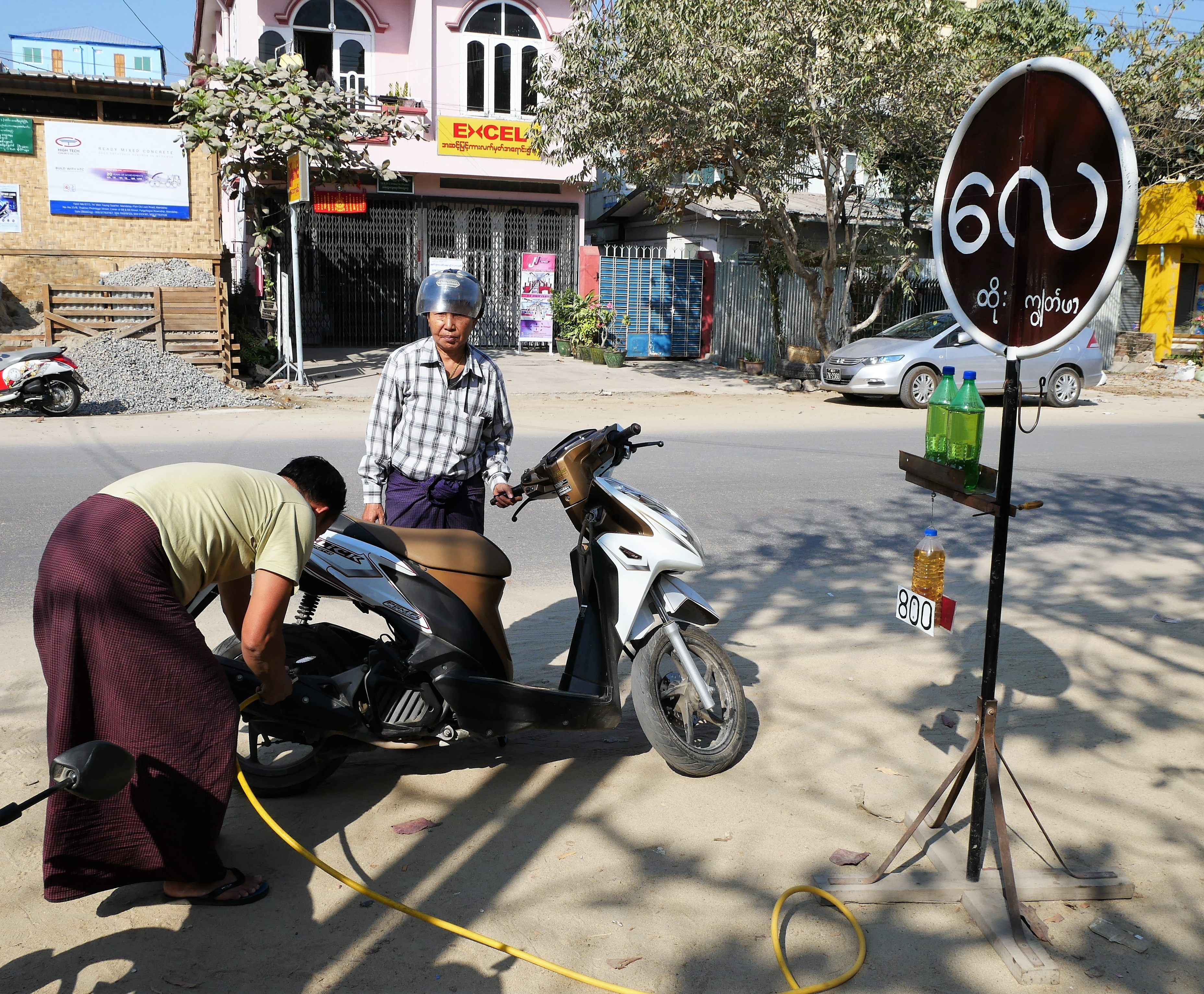
Tankstelle in der Großstadt Mandalay

### Luftverkehr

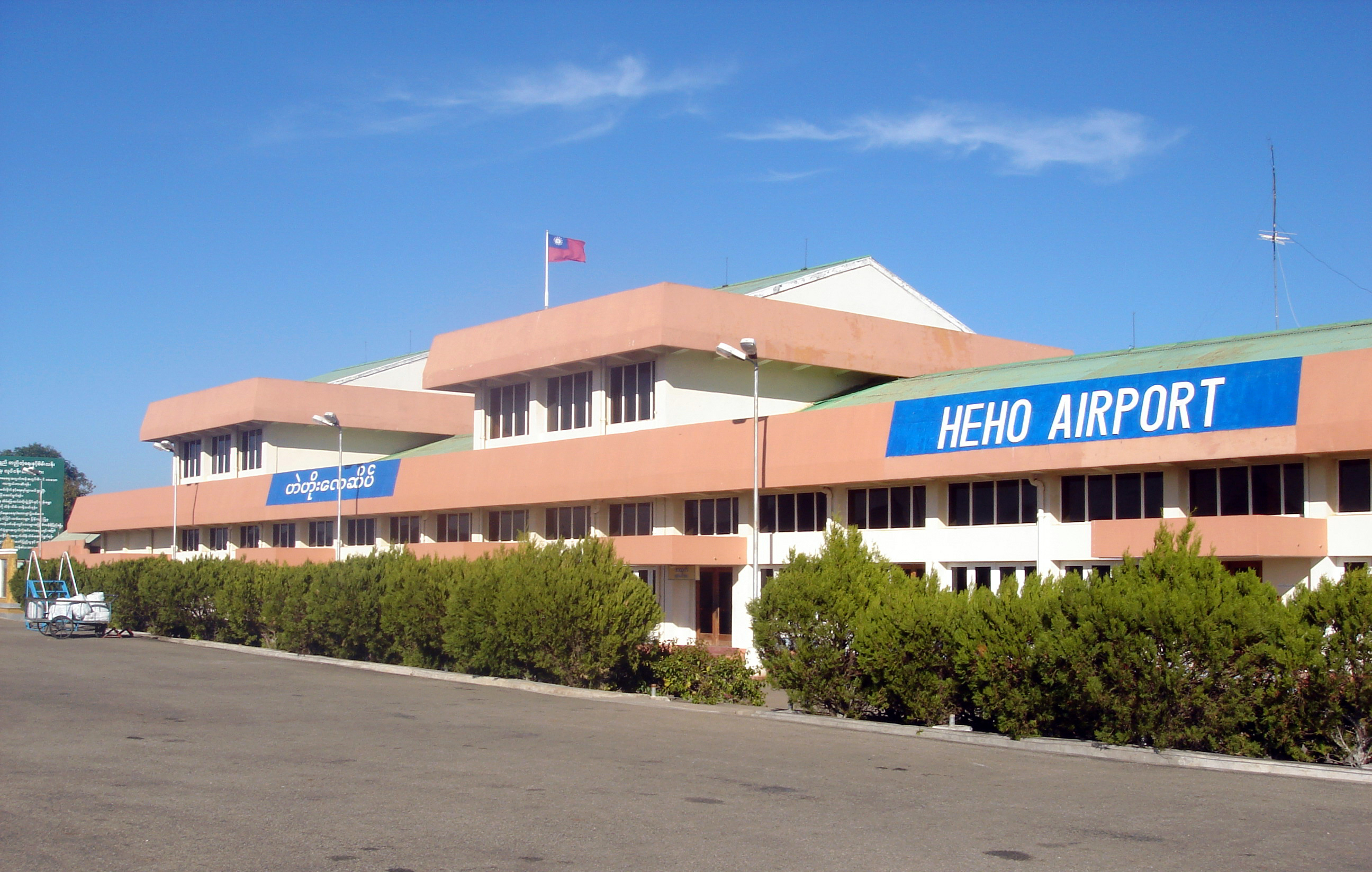
Flughafen Heho

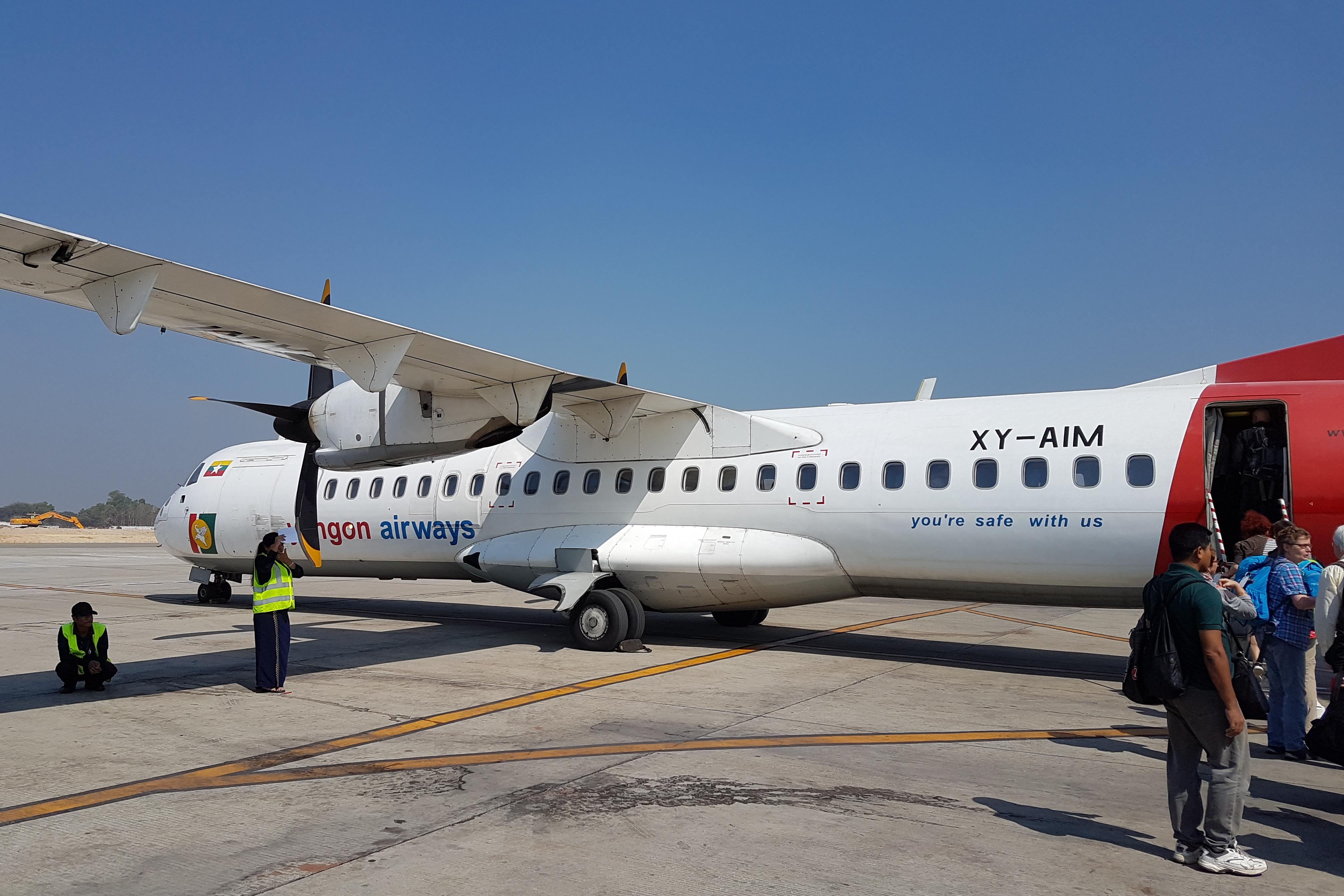
Eine ATR 72-212 der Yangon Airways auf dem Flughafen Heho

Myanmar verfügt derzeit über zwei internationale und 16 lokale Flughäfen, die von nationalen Fluggesellschaften bedient werden. Der größte Flughafen ist der Internationale Flughafen Rangun. Auch die Stadt Mandalay besitzt einen internationalen Flughafen. Aufgrund des desolaten Straßennetzes und der Größe des Landes ist das Flugzeug das mit Abstand schnellste Verkehrsmittel im Land. Der Sicherheits- und Qualitätsstandard wird teilweise jedoch als rückständig beschrieben. 2011 wurde ein Kooperationsvertrag mit der deutschen Fritz Werner Werkzeugmaschinen AG geschlossen, einige der wichtigsten Flug- und Seehäfen auszubauen bzw. zu modernisieren.
Myanmar verfügt über eine gemessen an der Größe des Landes relativ hohe Anzahl von Fluggesellschaften. Insbesondere seit dem Ende der reinen Militärdiktatur 2010 gab es viele private Neugründungen.
Mit Stand Juni 2015 betreiben folgende myanmarische Airlines Linien- und Charterflüge:
- Teilweise oder 100 % in Staatsbesitz:
  - Myanmar National Airlines
  - Myanmar Airways International (MAI)
- Privat:
  - Air Bagan
  - Air KBZ
  - Air Mandalay
  - Asian Wings Airways
  - FMI Air
  - Golden Myanmar Airlines
  - Mann Yadanarpon Airlines
  - Yangon Airways

Ziele außerhalb Myanmars werden aktuell nur von Myanmar Airways International angeflogen, die anderen Gesellschaften bedienen die über dreißig Flugziele innerhalb Myanmars.

## Kultur
Die reiche Kultur Myanmars ist von buddhistischen Traditionen ebenso wie von ethnischer Vielfalt und seit dem 19. Jahrhundert von kolonialen Einflüssen geprägt.

### Literatur

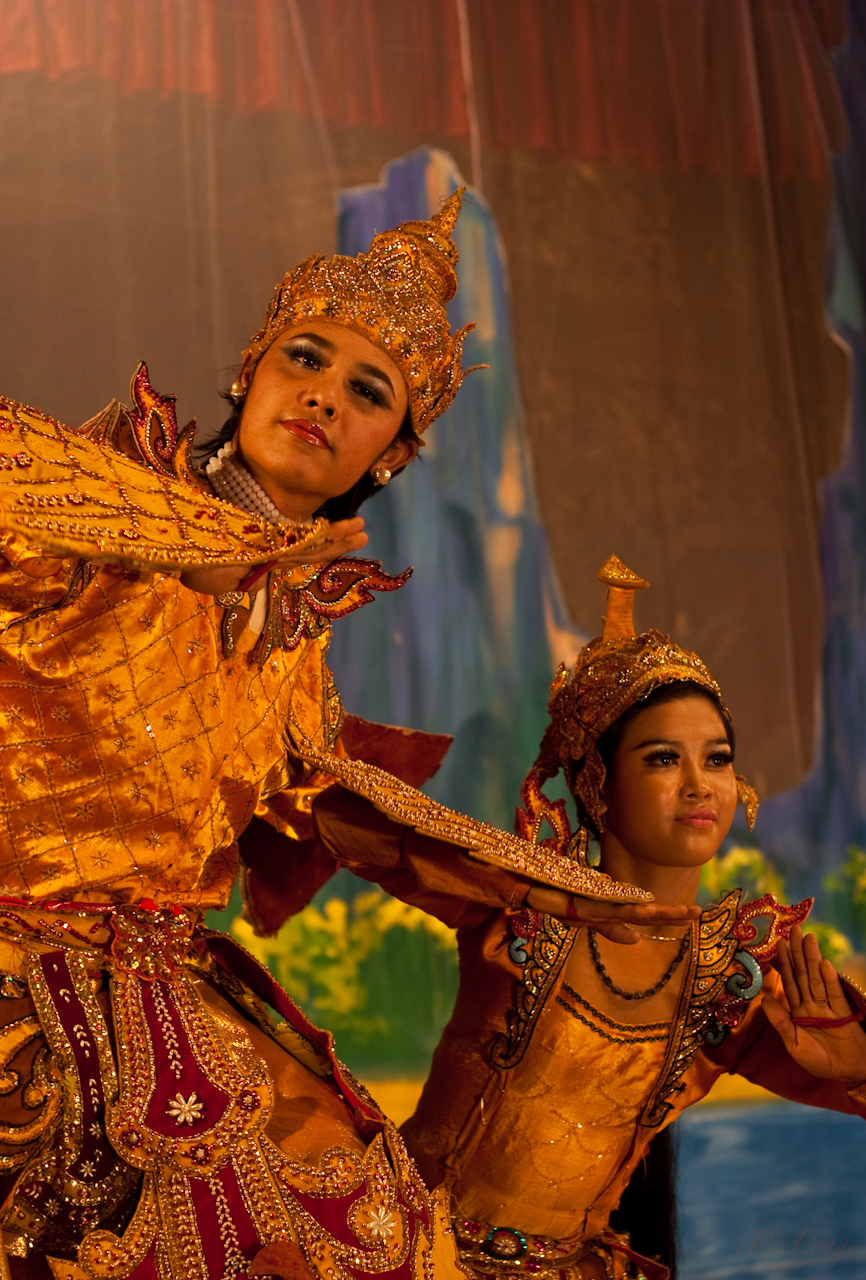
Rama (burmesisch: Yama) und Sita (Me Thida) im Nationalepos Yama Zatdaw

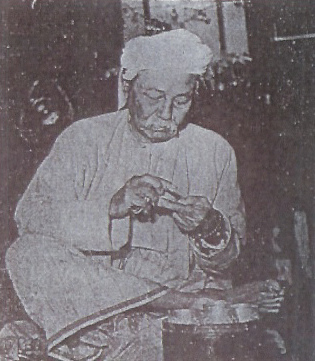
Thakin Kodaw Hmaing

### Musik

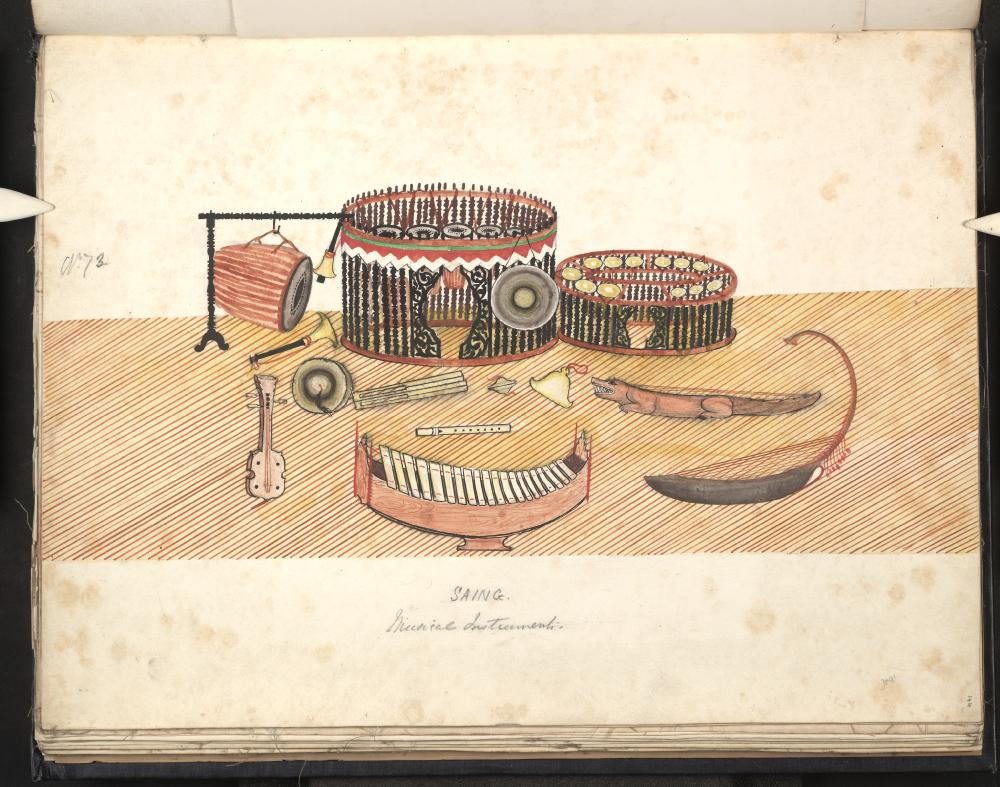
Zu einem hsaing waing-Orchester gehörende Musikinstrumente in der hinteren Reihe von links: waagrechte Fasstrommel pa’má, Kegeloboe hne, Trommelkreis hsaing waing, hängender Gong moung, Buckelgongkreis kyi waing. Zur Kammermusik gehörende Instrumente: in der mittleren Reihe dreisaitige Fiedel tayaw, Paarbecken, Bambusschlaggabel walet-hkok, Bambusflöte palwei, Handzimbeln si, Messingplatte kyizi, Krokodilzither mí-gyaùng, vorne Bambusxylophon pattala, Bogenharfe saung gauk. Aquarell eines unbekannten Malers von 1897.

Die klassische burmesische Musik unterscheidet sich trotz der frühen Einflüsse aus Indien und China und ab dem 18. Jahrhundert aus Thailand in Melodie und Rhythmus deutlich von der Musik der Nachbarländer. Zu den ersten Instrumenten, die mit der Ausbreitung des Buddhismus im 1. und 2. Jahrhundert n. Chr. aus Indien kamen, gehörten vina genannte Stabzithern und Bogenharfen. Die alte Bogenharfe saung gauk hat als einzige dieser einst über Asien verbreiteten Instrumentengattung in Myanmar überlebt und genießt bis heute als Nationalinstrument höchste Wertschätzung. Die saung gauk ist ein Instrument für die Gesangsbegleitung in der feinen höfischen Kammermusik in geschlossenen Räumen, deren Tradition in der Liedsammlung Mahagita zusammengefasst ist. Ein großer Teil dieser Sammlung von etwa 500 heute bekannten Liedern geht auf Myawaddy Mingyi U Sa (1766–1853), den bedeutendsten Komponisten und saung-gauk-Spieler der Konbaung-Zeit zurück. Zur Kammermusik zählen auch kleine Instrumentalensembles, in denen außerdem das Bambusxylophon patala (verwandt mit dem thailändischen ranat und dem kambodschanischen roneat), die Längsflöte palwei und das Hackbrett don-mìn eingesetzt werden.
Die klassische laute Musik für draußen, für Festveranstaltungen, Tänze und Geisteranbetungsrituale (Nat Pwe) bieten die hsaing-waing-Ensembles. Sie bestehen aus dem namensgebenden Melodieinstrument, einem Kreis von 21 gestimmten Trommeln; einem Kreis mit 21 Buckelgongs (kyi waing oder kyi naung); ein weiteres Gongspiel (maung zaing), ebenfalls in einem Holzgestell; der Kegeloboe hne (abgeleitet von persisch surnai) und diverse Trommeln als Rhythmusinstrumente. Bei zwei weiteren, in ländlichen Regionen bei Festen und religiösen Prozessionen gespielten Ensembles stehen große Trommeln im Vordergrund: das Ensemble der bis zu drei Meter langen Bechertrommel ozi und der Fasstrommel dhopat. Beide Gruppen verwenden außerdem Buckelgongs, Paarbecken und Bambusklappern.
Die verschiedenen Volksgruppen haben eigene Instrumente und eine eigene traditionelle Musik. Die Mon verwenden ein aus alter Zeit stammendes Zupfinstrument, die dreisaitige Stabzither mí-gyaùng saung, die sich von hier weiter in Südostasien verbreitet hat. Nach dem Aussehen wird sie Krokodilzither genannt.
Als erstes westliches Musikinstrument wurde Ende des 19. Jahrhunderts das Klavier (burmesisch sandaya) eingeführt, bis 1920 hatte es zu einem großen Teil die Liedbegleitung von der saung gauk übernommen. Ähnlich erfolgreich war die Violine (tayaw), später kam die Hawaii-Gitarre hinzu. Alle musikalischen Übernahmen aus dem Ausland, ob es sich um Melodien, Tonskalen (die pentatonische Stimmung stammt aus Thailand) oder Instrumente handelte, wurden grundsätzlich den einheimischen Hörgewohnheiten angeglichen und trugen zur Erweiterung der eigenen Musik bei.
Westliche klassische Musik konnte sich nicht durchsetzen. Einer Rückbesinnung auf die eigene Tradition seit Beginn der nationalen Unabhängigkeitsbewegung in den 1920er Jahren steht die Begeisterung für westliche Popmusik bei der jüngeren Generation gegenüber. Deren weit verbreitete, lautstarke und teilweise auch gelungene Nachahmung mit auf Burmesisch verfassten bzw. übersetzten Texten lässt sich als Ausdruck eines Freiheitswillens verstehen. Die Popmusik wird von der Regierung politisch kritisiert und von der älteren Generation moralisch verurteilt.
Seit 1993 findet das staatlich finanzierte Sokayeti-Festival der darstellenden Künste jährlich im Oktober/November statt. In zweieinhalb Wochen werden Wettbewerbe in den Sparten Gesang, Instrumentalmusik, Gesangskomposition, Tanz und Marionettentheater yoke thé durchgeführt. Seit 2007 findet die Veranstaltung nicht mehr wie zuvor in Yangoon, sondern am neuen Regierungssitz in Naypyidaw statt.
Das Nationalorchester von Myanmar besteht seit 2001.

### Feste
Das größte und wichtigste Fest in Burma ist das burmesische Neujahrsfest Thingyan, das dem thailändischen Songkran entspricht. Im Volksmund auch als Wasserfest bezeichnet, wird es an drei hintereinanderfolgenden Tagen im April – dem heißesten Monat – mit viel Wasser gefeiert. Mit Wasserpistolen, Wassereimern und sonstigen mit Wasser gefüllten Behältern ziehen die Burmesen auf Ladeflächen von LKW oder zu Fuß durch die Stadt und machen jeden nass. Es gibt auch Umzüge, bei denen zu kräftigen Rhythmen getanzt wird.
Im Jahr 2024 wurde „Myanmars traditionelles Neujahrsfest Atā Thingyan“ von der UNESCO in die Repräsentative Liste des immateriellen Kulturerbes der Menschheit aufgenommen.
Das farbenfrohe Phaungdaw U-Fest wird zu Ehren Buddhas im Herbst auf dem Inle-See gefeiert. Dabei wird eine Buddha-Statue auf einer geschmückten Barke über den See gefahren.
Die Festivaldaten sind häufig vom Mondkalender bestimmt und ändern sich daher von Jahr zu Jahr.
Liste weiterer wichtiger Feste in Myanmar:
- Ananda Pagodenfest
- Kachin Manaw Fest
- Naga Fest (Neues Jahr)
- Kakku Pagoden Festival
- Warso Cane Ball Festival
- Taung Byone Geister-Fest
- Yadanar Gu-Fest[148] in Amarapura m August
- Karaweik-Fest
- Kyauktawgyi Pagoden-Fest
- Kyaukse Elefanten-Tanz-Fest
- Taunggyie Ballon-Fest
- Shwezigon Fest
- Popa Ceremony

### Kunsthandwerk
Die traditionellen Kalagas sind kunstvoll bestickte Wandteppiche aus Seide, Flanell, Wolle, Filz und Spitze auf Baumwolle und Samt.

### Sport
Special Olympics Myanmar wurde 2004 gegründet und nahm mehrmals an Special Olympics Weltspielen teil.

### Medien
- The Irrawaddy (Zeitung mit kritischem, fortschrittlichem Profil)

### Werke über Myanmar

#### Filme
- Burma all inclusive Dokumentarfilm, Österreich 2007
- Burma Displaced, Dokumentarfilm über Flüchtlinge aus Burma, Österreich 2010.[149]
- Rangoon, USA 1995
- John Rambo, USA 2008
- Das Traumhotel – Myanmar, Deutschland, 2013
- Top Gear, Folge 166+167, „Burma Special“, UK, 2014
- The Lady, Filmbiografie über Aung San Suu Kyi, FRA 2011
- B.B.und die Schule am Fluss, Deutschland/Myanmar 2020, 108min, Regie Detlev F. Neufert

#### Belletristik
- George Orwell: Tage in Burma („Burmese Days“). Neuübersetzung von Manfred Allié. Mit einem Nachwort von Manfred Papst. Dörlemann Verlag, Zürich 2021, ISBN 978-3-03820-080-2.
- Amitav Ghosh: Der Glaspalast. München 2000. Originalausgabe: The Glass Palace. Neu-Delhi 2000.
- Daniel Mason: Der Klavierstimmer Ihrer Majestät. Goldmann, München 2004, ISBN 3-442-45825-0.
- François Maher Presley: Myanmar Begegnungen. in-Cultura.com, Hamburg 2014, ISBN 978-3-930727-39-1.
- Inge Sargent, Cecile G. Lecaux: Dämmerung über Birma – Mein Leben als Shan-Prinzessin. Unionsverlag, Zürich 2006, ISBN 3-293-20357-4.
- Amy Tan: Der Geist der Madame Chen. München 2006. Originalausgabe: Saving Fish From Drowning. New York 2005.
- Jan-Philipp Sendker: Das Herzenhören. Blessing, München 2002, ISBN 978-3-453-41001-5.